# Дело Бейлиса
Де́ло Бе́йлиса — судебный процесс по обвинению Менахема-Менделя Бейлиса в ритуальном убийстве 12-летнего ученика приготовительного класса Киево-Софийского духовного училища Андрея Ющинского 12 марта 1911 года. Убийца подростка не найден.
Обвинение в ритуальном убийстве было инициировано активистами черносотенных организаций и поддержано рядом крайне правых политиков и чиновников, включая министра юстиции Ивана Щегловитова. Местные следователи, считавшие, что речь идёт об уголовном убийстве из мести, были отстранены от дела. Через четыре месяца после обнаружения трупа Ющинского Бейлис, работавший неподалёку от этого места на заводе приказчиком, был арестован в качестве подозреваемого и провёл в тюрьме два года.
Процесс состоялся в Киеве 23 сентября — 28 октября 1913 года и сопровождался, с одной стороны, активной антисемитской кампанией, а с другой — общественными протестами всероссийского и мирового масштаба. Бейлис был оправдан. Исследователи считают, что истинными убийцами были скупщица краденого Вера Чеберяк и уголовники из её притона, однако этот вопрос так и остался неразрешённым. Дело Бейлиса стало самым громким судебным процессом в дореволюционной России.

## Жертва убийства

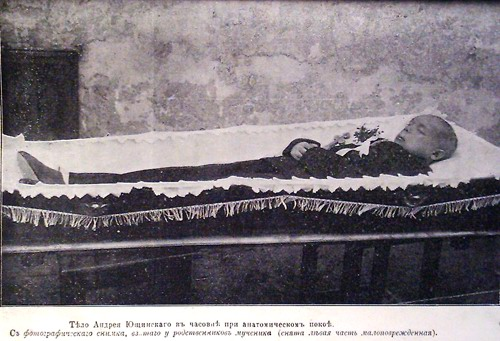
Андрей Ющинский в гробу

Андрей Ющинский (1898 — 12 марта 1911) был внебрачным сыном киевского мещанина Феодосия Чиркова и Александры Ющинской, торговавшей в Киеве грушами, яблоками и зеленью. Отца он не знал: вскоре после его рождения Чирков бросил мать, прожив с ней только два года, и затем был призван на военную службу. В 1905 году Ющинская вышла замуж за переплётчика Луку Приходько.
Мальчик рос без надлежащего надзора, так как его отчим, занятый в своей мастерской, появлялся дома только на субботу и воскресенье. Фактически воспитанием руководила бездетная и относительно зажиточная, владевшая коробочной мастерской тётка, Наталья Ющинская. Она же оплачивала его учёбу: в восемь лет мальчика отдали в «приют», или «детский сад», при церкви св. Феодора на Лукьяновке, а на следующий год — в учительскую семинарию. Сам Андрей был к тётке очень привязан и на вопрос приятеля, любит ли он мать и отчима, отвечал, что больше всего любит тётку. Мальчик выражал желание стать священником («форма нравилась, положение нравилось» — так объяснял его репетитор, псаломщик церкви св. Феодора дьякон Дмитрий Мочуговский, занимавшийся с мальчиком около девяти месяцев) и в 1910 году поступил в Киево-Софийское духовное училище при Софийском соборе.
Мальчика характеризовали как способного, любознательного и смелого. За то, что постоянно ходил по ночам и не боялся темноты, он получил прозвище «домовой»; при этом он «был скрытен, ни с кем не сходился, держался особняком».

## Обнаружение трупа

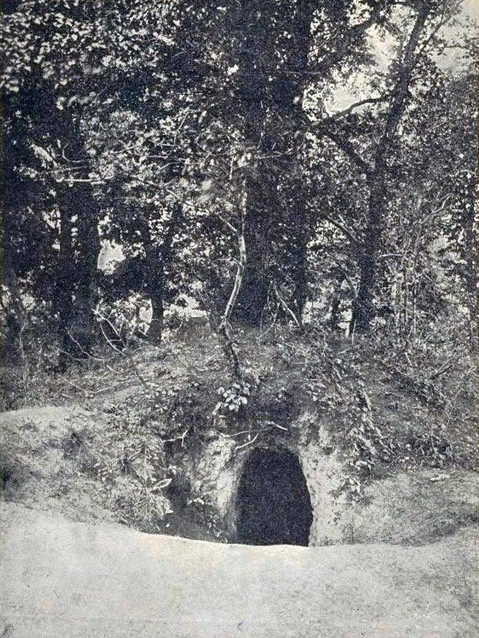
Пещера, в которой нашли тело Андрея Ющинского

Двенадцатилетний Андрей Ющинский исчез утром 12 марта 1911 года, отправившись в школу. 20 марта в одной из небольших пещер в предместье Лукьяновка игравшими там мальчишками, а конкретно — гимназистом Еланским, было обнаружено его тело, покрытое сорока семью колотыми ранами, которые были нанесены «швайкой» (большим шилом). Труп был в значительной степени обескровлен. Было установлено, что пещера не является местом убийства.
Труп обнаружили в сидячем положении, со связанными руками, в одном белье и единственном чулке. Рядом находились его куртка, кушак, фуражка и тетради, сложенные в трубочку и засунутые в углубление в стене. В кармане тужурки оказался кусок наволочки со следами спермы; впоследствии выяснилось, что этой наволочкой во время убийства мальчику заткнули рот.
Тело было идентифицировано по надписям на кушаке и тетрадях. Экспертиза по состоянию остатков завтрака (борща) в желудке установила, что он был убит через 3—4 часа после приёма пищи, что при известном со слов матери времени последнего завтрака давало время около 10 часов утра 12 марта.

## Появление «ритуальной» версии
Версия об употреблении евреями христианской крови в ритуальных целях — «кровавый навет» — существует с древности. В Средние века такое обвинение было распространено в католической Европе. Уже к XVIII веку оно практически вышло из употребления в Западной Европе, при этом подобные обвинения продолжали регулярно возникать в Восточной Европе. Так, в России как раз в XIX веке был возбуждён целый ряд подобных дел. Ни по одному из них такое обвинение доказано не было. Тем не менее, оно возникало вновь и вновь и служило катализатором антисемитских настроений.
В первые же дни после обнаружения трупа родственникам убитого, а также прокурору окружного суда, начальнику сыскного отделения и другим должностным лицам стали приходить анонимные письма, в которых утверждалось, что Андрей был ритуально убит евреями, чтобы получить христианскую кровь для изготовления мацы. Во время похорон мальчика распространялись гектографированные прокламации со следующим текстом: «Православные христиане! Мальчик замучен жидами, поэтому бейте жидов, изгоняйте их, не прощайте пролития православной крови!» С этими прокламациями был задержан член черносотенной организации «Союз русского народа» Николай Андреевич Павло́вич, дело против которого, однако, вскоре было прекращено. Одновременно черносотенная пресса сначала в Киеве, а потом и в столицах начала активно муссировать тему «ритуального убийства». Указывали, что мальчик был убит в субботу незадолго до еврейской Пасхи, приходившейся в тот год на 1 апреля.
Розыск проводил начальник Киевского сыскного отделения Евгений Мищук; предварительное следствие осуществлял следователь по особо важным делам Киевского окружного суда Василий Фененко, а наблюдение — прокурор киевского окружного суда Николай Брандорф. Также в помощь следствию из Санкт-Петербурга был на короткое время прислан чиновник для особых поручений, помощник начальника сыскного отделения столицы Мечислав Кунцевич. Они не отрицали возможность «ритуального» характера убийства, но, проверив, не нашли этому никакого подтверждения. Первоначально основной версией были корыстные мотивы: предполагалось, что отец мальчика, разошедшийся с его матерью, оставил на имя Андрея значительную сумму, поэтому подозрение пало на мать мальчика, его отчима Луку Приходько и на целый ряд других родственников. Александра Приходько была арестована сразу же после возбуждения дела, но затем освобождена; Лука Приходько арестовывался дважды (второй раз — вместе со своим отцом), но также был освобождён. Выяснилось также, что улики против родственников были сознательно сфабрикованы, а признания отчима и дяди были выбиты следствием. Правые открыто заявили, что евреи подкупили полицию, чтобы направить следствие по ложному пути.
С самого начала расследования на его ходе стало сказываться конъюнктурное и дилетантское вмешательство прессы, причём не только реакционно-правой, но и демократически-либеральной. Так, версию о причастности родных Ющинского высказал журналист либеральной «Киевской мысли» Семён Барщевский. Когда эта версия оказалась необоснованной, «Киевская мысль» пыталась обвинить в убийстве цыган, стоявших табором неподалёку от места преступления.
Упоминание о «ритуальной» версии в деле появляется впервые только 22 апреля в показаниях Веры Чеберяк, которая по поводу соответствующих разговоров и прокламаций на похоронах заявляет: «Мне и самой теперь кажется, что, вероятно, убили Андрюшу евреи, так как никому не нужна была, в общем, смерть Андрюши. Представить же вам доказательства в подтверждение моего предположения я не могу».

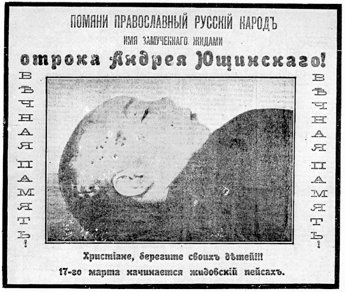
Газета «Двуглавый орёл», 11.03.1912 г.: «Христиане, берегите своих детей!!! 17 марта начинается жидовский пейсах»

## Принятие ритуальной версии следствием
Исследователи отмечают, что дело Бейлиса несомненно имело сильную политическую подоплёку. Так, Генри Резник пишет, что в условиях политического кризиса 1911 года российским правым нужно было громкое событие для укрепления их позиций и именно поэтому заурядное уголовное убийство начало превращаться в ритуальное дело. Американский историк Ханс Роггер полагает, что нарастание революционного движения в России стало поводом для властей посадить еврея на скамью подсудимых в качестве ритуального убийцы.
В феврале 1911 года Государственная дума впервые начала обсуждение законопроекта об отмене ограничений в отношении евреев и в первую очередь об отмене черты оседлости, одновременно рассматривался законопроект о введении земства в Западном крае, по которому евреи не имели избирательных прав. Борьба вокруг вопроса о еврейском равноправии была в этот момент чрезвычайно острой, и ритуальная версия убийства Ющинского стала ключевым аргументом в антисемитских публикациях.
15 апреля в Киеве состоялось заседание «Союза русского народа» (СРН), на котором было принято решение об активизации мероприятий по обвинению евреев в убийстве Ющинского.
17 апреля на могиле Ющинского члены Союза провели панихиду и установили крест; на этот же день они назначили еврейский погром, но после обсуждения вопроса с полицмейстером перенесли его на осень — судя по всему, ввиду предстоящего приезда в Киев царя Николая Второго. В тот же день лидер молодёжной организации «Двуглавый орёл», студент Владимир Голубев, наиболее активный из киевских черносотенцев, обратился к киевскому губернатору с требованием немедленно выселить из Киева до трёх тысяч евреев по указаниям «патриотических» организаций, а получив отказ, явился к первому викарию митрополита киевского, епископу Павлу, с текстом «челобитной» на высочайшее имя, в которой СРН «всеподданнейше ходатайствовал о выселении из Киева всех евреев, ибо они занимаются исключительно безнравственно-преступными деяниями, не останавливаясь даже перед пролитием крови христианской для своих религиозных надобностей, что и доказывается совершением ими ритуального убийства Андрея Ющинского». Епископ вычеркнул последнюю фразу, заявив, что ритуальный характер убийства не доказан, и в мягкой форме посоветовал оставить идею с петицией. Как пишет доктор исторических наук Сергей Фирсов, «собственно Православная Российская Церковь … ни разу не высказала своей поддержки (или хотя бы „понимания“ — в черносотенном духе) идеи о существовании ритуальных убийств у евреев».
В тот же день, 17 апреля, уже петербургская черносотенная газета «Русское знамя» выступила с резкой статьёй о «ритуальном убийстве» Ющинского, обвиняя власти в бездействии при раскрытии этого дела.
На следующий день, 18 апреля, фракция правых в Думе постановила сделать соответствующий запрос министрам юстиции и внутренних дел. Министерство юстиции отреагировало немедленно: в тот же день министр Щегловитов обратился к министру внутренних дел и председателю Совета Министров Петру Столыпину с просьбой обратить на дело Ющинского особое внимание и составил телеграмму в Киев, возложив наблюдение за делом на прокурора Киевской судебной палаты Георгия Чаплинского. Это было началом официальной политизации дела Ющинского. Георгий Чаплинский — поляк, перешедший в православие, всячески демонстрировал свою близость к крайне правым, по отзывам сотрудника, «в своих беседах поражал своим крайним юдофобством и той ненавистью, с какой он говорил об евреях». По свидетельству Василия Фененко, Чаплинский открыто высказывал свою симпатию еврейским погромам.
Проект запроса, подписанный 39 депутатами, первым из которых стал Владимир Пуришкевич, был внесён 29 апреля. Ритуальное убийство утверждалось в нём как факт и приписывалось преступной секте, существующей среди евреев:

Известно ли им (министрам), что в России существует преступная секта иудеев, употребляющая для некоторых обрядов своих христианскую кровь, членами каковой секты замучен в марте 1911 года в городе Киеве мальчик Ющинский? Если известно, то какие меры принимаются для полного прекращения существования этой секты и деятельности её сочленов, а также для обнаружения тех из них, кои участвовали в истязании и убийстве малолетнего Ющинского?

Запрос, однако, был Думой отклонён.
Тогда же Щегловитов командировал в Киев вице-директора 1-го уголовного департамента Александра Лядова, который в начале мая за неделю своего пребывания в городе окончательно направил следствие на «ритуальные» рельсы. По словам Фененко, «Лядов приехал в Киев с готовым мнением; в кабинете прокурора палаты Чаплинского Лядов при мне сказал Чаплинскому, что министр юстиции не сомневается в ритуальном характере убийства, на что Чаплинский ответил, что он очень рад тому, что министр держится такого же взгляда, как и он». Лядов же свёл Чаплинского с лидером организации «Двуглавый орёл» Голубевым, который с этого момента стал оказывать важнейшее влияние на следствие. «С ним (Голубевым) приходилось считаться всему составу киевской администрации; с ним считался и генерал-губернатор», — утверждал бывший директор Департамента полиции Степан Белецкий. По словам Мищука, Союз русского народа выполнял в ходе следствия те функции, которые обычно выполняет прокурорский надзор. Именно Лядов оказывал давление на следственную бригаду, заставляя их принимать и проверять «улики», представляемые черносотенцами.
Однако позиция Щегловитова и Чаплинского противоречила взглядам местных полицейских и следственных чиновников, сильное сопротивление которых им приходилось преодолевать. В результате прокурор Брандорф был отстранён от дела. Одновременно, в начале мая, в Киев был вызван известный сыщик, пристав Николай Красовский, которому было поручено секретное следствие независимо от Мищука. Вскоре после этого, 29 мая, Мищук, который, по его словам, первоначально не исключал ритуальной версии, но по мере расследования пришёл к твёрдому убеждению, что убийство «было совершено преступным миром с целью симулировать ритуальное убийство и вызвать еврейский погром», был также отстранён от дела, а так как, несмотря на это, продолжал розыски — ему была устроена провокация, после чего он был обвинён в подлоге улик и арестован. Розыск сосредоточился в руках Красовского. Ему помогали околоточный надзиратель Кириченко и два сыщика, Выгранов и Полищук, из которых Полищук впоследствии оказался членом Союза русского народа. Красовский вёл себя дипломатично: заявляя черносотенцам и связанным с ними лицам, что не сомневается в ритуальном характере убийства, сам в то же время вёл розыски в направлении, казавшемся ему правильным. Когда это открылось, он также был отстранён от дела (в сентябре) и затем отправлен в отставку. Фененко оставался, но фактически следствие стал направлять командированный из Петербурга следователь по особо важным делам Николай Машкевич, который и стал ключевой фигурой в подготовке «ритуального» процесса. При этом Красовский после жалобы Машкевичу, что черносотенные активисты мешают ему вести расследование, на следующий же день был арестован.

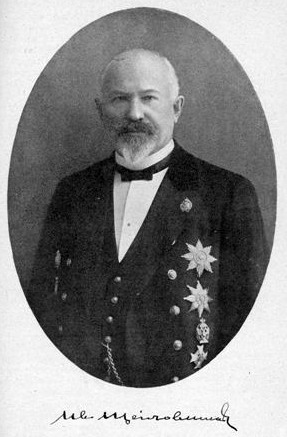
И. Г. Щегловитов
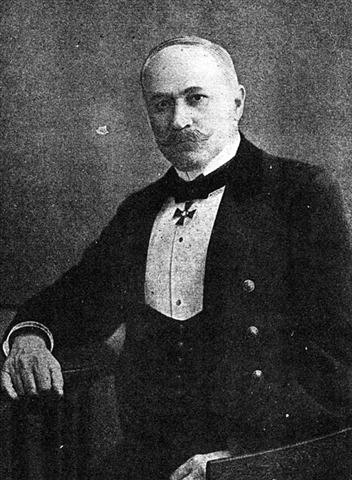
Г. Г. Чаплинский
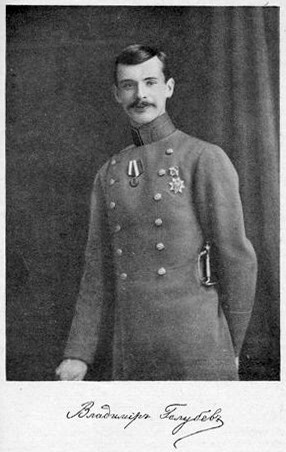
В.С. Голубев

## Экспертиза

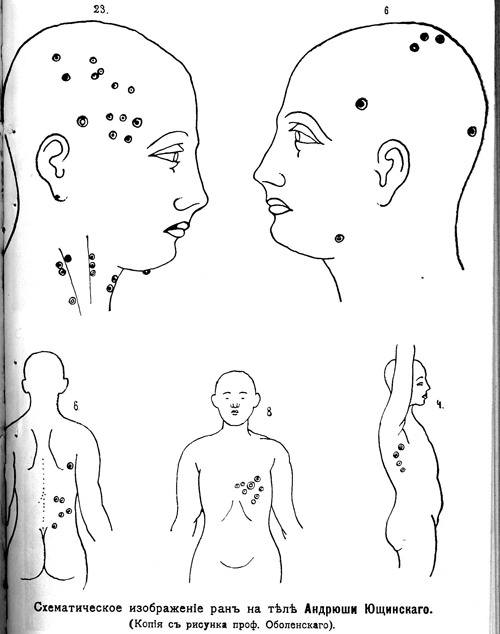
Схема расположения ран на теле Андрея Ющинского. Копия с рисунка проф. Оболонского

Предполагалось, что по ритуалу раны должны быть нанесены живой и по возможности находящейся в сознании жертве, а целью имеют истечение из неё как можно большего количества крови. Отсюда вытекал ряд квалифицирующих признаков — прижизненность ран и т. п., — которые рассматривались как свидетельство ритуального характера убийства.
Вскрытие, проведённое доктором Карпинским 22 марта (его результаты были немедленно опубликованы в прессе), не отметило никаких свидетельств, позволяющих говорить о ритуальном характере убийства. Результаты вскрытия были признаны неудовлетворительным, и 26 марта была проведена новая экспертиза, профессором Оболонским и прозектором Туфановым. Их предварительные выводы были против «ритуальной» версии. «И первым и вторым вскрытием отвергнуто предположение о сексуальном и ритуальном характере убийства», — сообщал по его следам митрополит Киевский Флавиан. Поскольку черносотенная пресса начала писать, что экспертиза якобы установила ритуальный характер убийства, прокурор Брандорф 15 апреля обратился за разъяснением к Туфанову и получил от него ответ, что «только раны в голову и шею были нанесены при жизни Ющинского, а остальные поранения (уколы), в области груди и сердца, были причинены уже после смерти». На прямой вопрос Чаплинского о ритуальном характере убийства эксперты ответили, что позволяющих предположить это данных у них нет и, скорее всего, оно совершено из мести, однако заявили, что «при дальнейшем развитии следствия они, быть может, и в состоянии будут дать заключение по вопросу о ритуальности этого убийства».
Акт экспертизы был подписан только 25 апреля, то есть через месяц после вскрытия и через неделю после распоряжения Щегловитова. Изложенные в нём выводы носили характер отчётливо в пользу «ритуальной» версии:
Характер орудия и множественность поранений, частью поверхностных, в виде уколов, служат указанием на то, что одной из целей нанесения их было стремление причинить Ющинскому возможно сильные мучения. В теле его осталось не более трети всего количества крови; на белье и одежде имеется ничтожная часть её, а остальная кровь вытекла, главным образом, через мозговую вену, артерию у левого виска и вены на шее. Ближайшей причиной смерти Ющинского послужило острое малокровие от полученных повреждений, с присоединением явлений асфиксии<удушения>. Эти выводы, лёгшие в основу обвинения Бейлиса, были после публикации обвинительного акта единодушно опротестованы российскими и европейскими специалистами, которые указывали, что они противоречат приведённому самими экспертами фактическому материалу: согласно этому материалу, мальчик сначала лишился сознания от удара в голову, затем был придушен, и уже после этого — посмертно или в момент агонии — ему было нанесено большинство ранений. Они в основном носят поверхностный характер и никак не могут свидетельствовать о намерении выточить кровь.

## Поиск убийц Андрея Ющинского

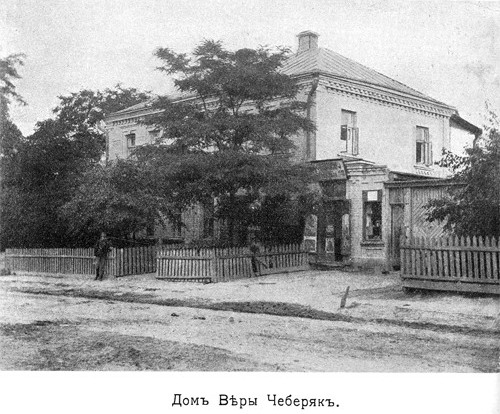
Дом Веры Чеберяк

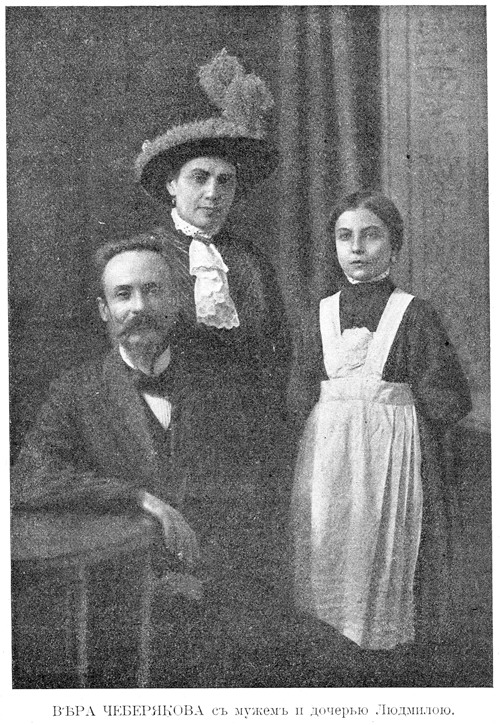
Вера Чеберяк с мужем и дочерью Людмилой

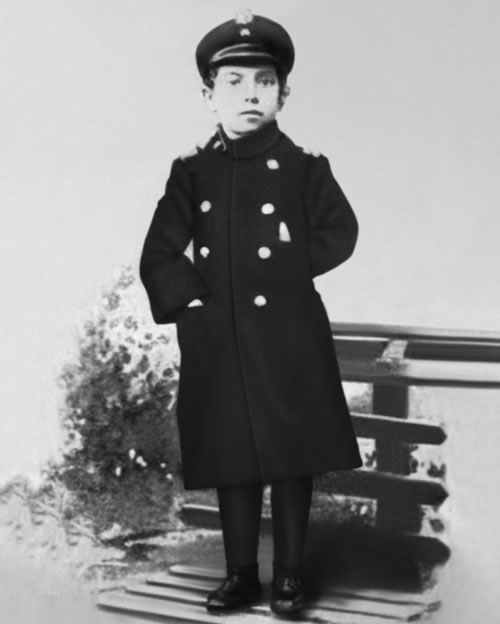
Женя Чеберяк

Параллельно с подготовкой процесса Чаплинский дал поручение начальнику Киевского жандармского управления полковнику Александру Шределю негласно провести розыск истинных виновников убийства. Аналогичное поручение Шредель имел и от министра внутренних дел Столыпина. Шредель поручил это своему помощнику, подполковнику Павлу Иванову.
Между тем подозрение полиции очень быстро пало на Веру Владимировну Чеберяк (Чеберякову), жену мелкого почтово-телеграфного чиновника Василия Чеберяка и сводную сестру профессионального вора Петра Сингаевского. Полиции Чеберяк была хорошо известна как держательница воровского притона и скупщица краденых вещей; в преступном мире она фигурировала под прозвищами «Чеберячка» и «Верка-чиновница». Накануне убийства, 10 марта 1911 года были арестованы и доставлены в сыскное отделение четыре профессиональных вора, опознанных как постоянные посетители притона Чеберяк; затем в квартире Чеберяк был произведён обыск, в результате которого нашли два револьвера и патроны.
Приходько ранее были соседями Чеберяков, и Андрей Ющинский продолжал поддерживать дружбу с их сыном Женей, своим сверстником. Женя в разговоре со студентом Голубевым поначалу заявил, что Андрей приходил к нему утром 12 марта и они вместе ходили играть в расположенной неподалёку усадьбе Бернера; но затем на допросах он стал от этого отпираться и утверждать, что в последний раз видел Андрея лишь дней за 10 до убийства. Однако после ареста матери, когда контроль над ним ослаб, Женя признался Фененко, что Андрей заходил к нему за порохом (у Андрея было самодельное игрушечное ружьё, и, по словам родных, он как раз накануне убийства был озабочен добычей пороха). Фонарщик Казимир Шаховский показал, что утром 12 марта видел Андрея вместе с Женей у дома Чеберяков, причём Андрей был без книг и пальто, а оставить их, по словам Шаховского, он мог только у Чеберяков. В руках у Андрея Шаховский заметил баночку с порохом. Также полицией был зафиксирован на Лукьяновке слух, что в утро, когда произошло убийство, Андрей в присутствии третьего мальчика во время игры поссорился с Женей; при этом Женя пригрозил сообщить его матери, что Андрей прогулял занятия, а Андрей в ответ — заявить полиции, что мать Жени принимает краденые вещи. Согласно слуху, Женя немедленно сообщил матери об угрозе, и это и послужило причиной убийства.
Подробный ход расследования остаётся неизвестным, так как особое дело по Чеберяк, ссылки на которое есть в документах, не было отыскано уже в 1920-е годы — по-видимому, оно было намеренно уничтожено. К июню следователи уже не сомневались, что Чеберяк является одной из убийц, хотя мотивы убийства оставались неясны — как указывалось, начальник розыска Мищук предполагал провоцирование преступниками последующего погрома с целью получить возможность безопасно пограбить. 9 июня Чеберяк была арестована жандармским управлением, причём Брандорф рассказывал, что выдал ордер на арест втайне от Чаплинского. Действительно, по рассказу Мищука, Чаплинский выражал ему своё неудовольствие: «Зачем вы мучите невинную женщину», — и настаивал, чтобы Мищук «не концентрировал розыски в той местности, где был найден труп и где проживает Вера Чеберяк». 13 июля Чеберяк была освобождена по распоряжению Чаплинского, который, в свою очередь, по свидетельству Брандорфа, сделал это распоряжение по категорическому требованию Голубева, заявившего, что Чеберяк принадлежит к «Союзу русского народа». 22 июля она была одновременно с Бейлисом арестована вновь и 7 августа освобождена.
Первое, что она сделала после освобождения, — приехала в больницу, где в окружении сыщиков лежал тяжело больной Женя, и на извозчике перевезла умирающего ребёнка домой. 8 августа Женя умер, через неделю умерла его сестра Валентина. Донесения сыщиков, находившихся в комнате в момент смерти, так описывают последние минуты Жени: в бреду он постоянно повторял: «Андрюша, Андрюша, не кричи! Андрюша, Андрюша, стреляй!» Мать постоянно держала его на руках и, когда он приходил в себя, просила: «Скажи им (агентам), что я по этому делу ничего не знаю», на что Женя отвечал: «Мама, не говори мне про это, мне очень больно».
Ходили упорные утверждения об отравлении, причём черносотенная пресса прямо писала о найденных «медных ядах». При этом Чеберяк и черносотенцы обвиняли в отравлении детей евреев и Красовского, сыщики которого угощали Женю пирожными, в то время как защитники Бейлиса обвиняли Чеберяк; последнего мнения придерживались и некие «компетентные» с точки зрения полиции люди. Вскрытие, в котором принимал участие Туфанов, констатировало в кишечнике дизентерийные палочки и никаких ядов, кроме висмута, которым Женю лечили в больнице от дизентерии. Соседи полагали, что дети заболели из-за того, что после ареста матери с голоду объедались незрелыми грушами. Во всяком случае, Красовский отмечает, что мать пренебрегала больными детьми, забрала из больницы Женю в очень тяжёлом состоянии, вопреки его настояниям, не отправляла девочек — Валю и Люду, также болевшую, но выжившую, — в больницу и явно стремилась к тому, чтобы дети умерли.
14 сентября был арестован вор из шайки Чеберяк Борис Рудзинский и тотчас допрошен жандармским подполковником Ивановым по делу Ющинского.
10 ноября Зинаида Малицкая, сиделица винной лавки, располагавшейся прямо под квартирой Чеберяков, заявила Фененко, что 12 марта она услышала из квартиры Чеберяк необычный шум, заставивший её насторожиться. Дверь в квартиру Веры Чеберяк хлопнула, и около двери остановились какие-то люди. Как только дверь захлопнулась, Малицкая услышала лёгкие детские и быстрые шаги от входной двери по направлению к соседней комнате: по-видимому, туда убегал ребёнок. Затем раздались быстрые шаги взрослых людей в том же направлении, затем долетел детский плач, затем писк, и, наконец, началась какая-то возня. Детей Чеберяк дома не было, да и голос ребёнка не был похож на голос детей Чеберяк. «Я и тогда подумала, что в квартире Чеберяк происходит что-то необычное и что-то очень странное… Слышав в то утро в квартире Чеберяк детский плач, мне ясно было, что ребёнка схватили и что-то с ним сделали».
В эти же дни Фененко получил сведения: Чеберяк в связи с арестом Рудзинского очень боится, что следствию станет известно, кто такие «Ванька-рыжий» и «Колька-матросик». Иванов сообщил ему, что это — прозвища двух воров из шайки Чеберяк: Ивана Латышева и Николая Мандзелевского. Латышев находился под стражей, Фененко тотчас допросил его относительно убийства Ющинского и встретил решительный отпор: «На вопросы, бывал ли я у Чеберяковой, я отвечать не желаю, прежде чем вы мне не скажете, в чём вы меня обвиняете, и хотя вы, следователь, мне говорите, что меня ни в чём не обвиняете, я всё-таки на вопросы отвечать не желаю». Из этого Фененко заключил, что Латышев к убийству причастен.
20 января Шредель докладывал начальнику Департамента полиции Белецкому, что у него есть «твёрдое основание предполагать, что убийство мальчика Ющинского произошло при участии названной выше Чеберяковой и лишённых прав уголовных арестантов Николая Мандзелевского и Ивана Латышева». Это было написано как раз в те дни, когда дело по обвинению Бейлиса в ритуальном убийстве Ющинского было закончено производством и передано в суд.
В дальнейшем круг сообщников Чеберяк определился. В частности, было установлено, что из воров круга Чеберяк 12 марта на свободе в Киеве находились Сингаевский, Рудзинский и Латышев, и они выехали из Киева курьерским поездом в Москву рано утром 13 марта; 16 марта они были задержаны в московской пивной и этапированы в Киев, но вскоре освобождены. Кириченко допросил семью Рудзинского и выяснил, что 12 марта он отсутствовал примерно между 8 и 12 часами утра, а, придя домой после 12 часов, потребовал от матери, чтобы она срочно выкупила его заложенный костюм и выписала его, заявив выехавшим в Ковель.
Всё это дало основания Иванову признать собранные им данные «совершенно достаточным материалом для обвинения в убийстве Ющинского не Менделя Бейлиса, а Веру Чеберяк, Латышева, Рудзинского и Сингаевского», просить Чаплинского о разрешении на арест Чеберяк и Сингаевского (Рудзинский и Латышев уже находились под стражей, причём Латышев 12 июня 1912 года выбросился из окна следовательского кабинета). Чаплинский отказал. Сведения о раскрытии Ивановым убийства Ющинского были сообщены Чаплинским министру юстиции, а полковником Шределем — министру внутренних дел. Оба эти сообщения были проигнорированы. В то же время продолжалась подготовка суда над Бейлисом.

## Дело против Бейлиса

### Менахем Мендель Бейлис
Менахем Мендель Тевьевич (Товиевич) Бейлис (идиш מנחם מענדל בײליס‎) родился в 1874 году в Киеве и был сыном глубоко религиозного хасида, но сам к религии был безразличен. Он не соблюдал большинства обрядов и работал по субботам. Отбыв военную службу, 22-летним молодым человеком Бейлис женился и устроился на работу на кирпичном заводе на Подоле, улице Нижне-Юрковской № 2, примерно в 500 метрах от дома на улице Юрковской № 28, где проживал, стал отцом пятерых детей. Большую часть взрослой жизни он проработал приказчиком на заводе Зайцева, друга его отца. Он получал 50 рублей в месяц, но, оплачивая обучение сына в русской гимназии и имея на содержании многочисленную семью, был весьма беден и работал с утра до позднего вечера. Он находился в хороших отношениях с христианским населением и, в частности, с местным священником. Как писал Морис Самюэл, его репутация была настолько высока, что во время октябрьского погрома 1905 года к нему пришли местные члены Союза русского народа с уверением, что ему бояться нечего.

### Арест Бейлиса

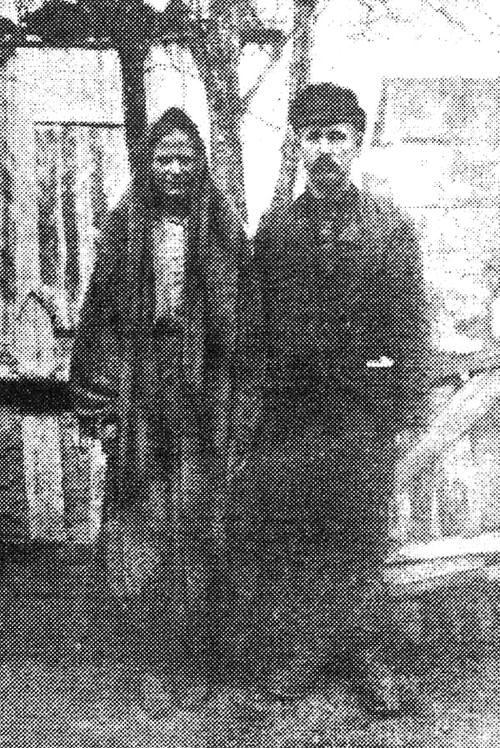
Казимир и Ульяна Шаховские

22 июля 1911 года по подозрению в убийстве Ющинского был арестован 37-летний Менахем Мендель Бейлис, на тот момент служивший приказчиком кирпичного завода Зайцева.
По выражению Брандорфа, «первым изобрёл виновность Бейлиса» Голубев. Он обследовал местность и выяснил, что усадьба Бернеров, где было найдено тело, примыкает к еврейскому заводу, приказчиком на котором является Бейлис. Голубев сначала устно заявил Чаплинскому, а потом, на двух допросах 5 и 6 мая, формально показал Фененко под протокол, что вблизи пещеры расположена «усадьба некоего жида Зайцева», в которой проживает «его управляющий, какой-то еврейчик Мендель… Лично моё мнение, что убийство, скорей всего, совершено или здесь, или в еврейской больнице. Доказательств, конечно, этому я представить не могу». По итогам был составлен рапорт Чаплинского Щегловитову: «в бытность в Киеве вице-директора департамента министерства юстиции Лядова к нему явился упомянутый в предыдущем донесении студент Голубев и заявил, что имеет в своём распоряжении существенный материал… Голубев имеет твёрдую уверенность, что Ющинский был убит евреями с ритуальной целью, высказал мнение, что это преступление, скорее всего, было совершено в усадьбе Зайцева, где проживает еврей Мендель…» Рапорт, в свою очередь, был 18 мая доложен царю.
Фонарщик Казимир Шаховский, который на первом допросе показал только то, что видел 12 марта Андрюшу вместе с Женей у дома Чеберяк, а на втором — уже то, что с Чеберяк был дружен Бейлис, 20 июля в присутствии Чаплинского заявил, что прежде «забыл упомянуть об очень важном обстоятельстве», что через несколько дней он спросил Женю, как они погуляли с Андрюшей, и Женя ответил, что им не удалось погулять, так как детей «спугнул в заводе Зайцева недалеко от печки какой-то мужчина с чёрной бородой, а именно Мендель, приказчик заводской усадьбы. Вот почему я и думаю, что в убийстве этом принимал участие этот самый Мендель».
Немедленно вслед за этим Чаплинский распорядился арестовать Бейлиса, а так как у него не было никаких оснований для ареста в обычном порядке, то он попросил начальника охранного отделения Н. Н. Кулябко задержать Бейлиса в порядке чрезвычайного «Положения об усиленной охране»; отдав это распоряжение, он отправился с докладом к Щегловитову, проводившему отпуск в своём имении в Черниговской губернии. На следующую ночь, с 21 на 22 июля, Бейлис был арестован у себя дома нарядом из 15 жандармских чинов под личным командованием Кулябко. Вместе с ним был задержан и три дня содержался в охранном отделении его девятилетний сын Пинхас, друживший ранее с Андрюшей. Когда Чаплинский сообщил об этом следователям, то Фененко отказался привлекать Бейлиса. Брандорф убеждал Чаплинского в невозможности преследования Бейлиса на основании столь сомнительных «улик»; но Чаплинский возразил ему, что «не может допустить, чтобы по „еврейскому“ делу была привлечена в качестве обвиняемой православная женщина». 3 августа Фененко был вынужден выдать ордер на арест Бейлиса после формального письменного приказа Чаплинского. Адвокат Бейлиса Василий Маклаков впоследствии назвал этот арест «капитуляцией власти перед правыми, юстиции перед политикой».
Вслед за показаниями Казимира Шаховского были получены показания его жены Ульяны о том, что нищенка Анна Волкивна рассказала ей, будто, когда Женя Чеберяк, Ющинский и какой-то третий мальчик играли в усадьбе Зайцева, живущий в усадьбе мужчина с чёрной бородой схватил на её глазах Андрюшу и при всех потащил в обжигательную печь. Нищенка А. В. Захарова была допрошена и отрицала, что имела с Шаховской такой разговор. Тем не менее Ульяна продолжала настаивать на своём и в пьяном виде говорила производившему розыск по делу агенту Полищуку, что муж её Казимир 12 марта лично видел, как Бейлис тащил к обжигательной печи Ющинского.
Показания Ульяны Шаховской о разговоре с Волкивной подтвердил десятилетний мальчик Коля Калюжный, который на первом допросе заявил лишь то, что знал Андрюшу, но не входил в его компанию; однако через несколько часов, пообщавшись с Шаховской и сыщиками, он вернулся к следователю и дал новые показания. Впоследствии, на суде супруги Шаховские давали путаные и противоречивые показания, из которых, впрочем, следовало, что к ним «лазили» сыщики Выгранов и Полищук, подпаивали их и уговаривали показать на Бейлиса, говоря, что в таком случае им будет награда, а в противном «сошлют на Камчатку»; кроме того, оказалось, что после первых показаний Шаховского избили какие-то люди, видимо связанные с Чеберяк.
Сосед Шаховского и Чеберяк, сапожник Михаил Наконечный, заявил Красовскому: Шаховский говорил ему, что «пришьёт» Бейлиса к делу, так как Бейлис жаловался на него сыщикам, что он ворует заводские дрова.
Таковы были улики, остававшиеся единственными уликами против Бейлиса вплоть до ноября, когда было сделано заявление Козаченко.

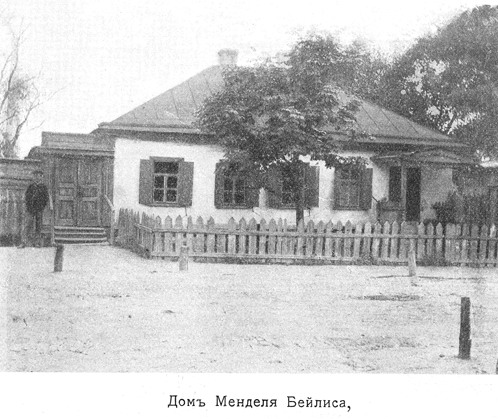
Дом Бейлиса
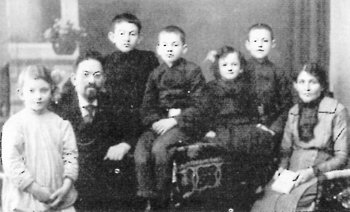
Бейлис в кругу семьи
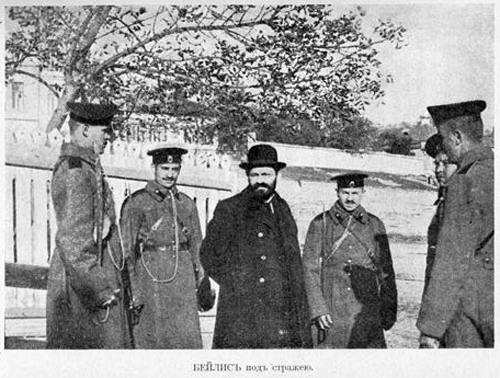
Бейлис под стражей

### Показания Козаченко
«Дорогая жена, человек, который отдаст эту записку, сидел со мной вместе в тюрьме, сегодня он по суду оправдан. Прошу тебя, дорогая жена, прими его, как своего человека, если бы не он, я бы давно в тюрьме пропал, этого человека не бойся, он может тебе очень много помочь в деле моём. Скажи ему, кто на меня ещё показывает ложно. Иди с этим господином к г. Дубовику . Почему никто не хлопочет! Ко мне приезжал присяжный поверенный Виленский. Он проживает Мариинско-Благовещенская, 30. Он хочет меня защищать бесплатно, я его лично не видел, а передало начальство. Пятый месяц я страдаю, видно никто не хлопочет, всем известно, что я сижу безвинно, или я вор, или я убийца, каждый же знает что я честный человек. Я чувствую, что я не выдержу в тюрьме, если мне придётся ещё сидеть. Если этот человек попросит от тебя денег, ты ему дай на расход, который нужен будет. Хлопочет ли кто-нибудь, чтобы меня взяли на поруки под залог… Это враги мои, которые на меня ложно показывают, то они отомщаются за то, что я им не давал дрова и не дозволял через завод ходить. Городовой свидетель, что они отгораживались; желаю тебе и деткам всего хорошего, всем остальным кланяюсь. Г. Дубовику, г. Заславскому передай поклон. Пусть хлопочут освободить меня. 22 ноября». Текст написан рукой одного из заключённых, приписка рукой Бейлиса: «Я Мендель Бейлис, не беспокойся, на этот человек можно надеичи как и сам»

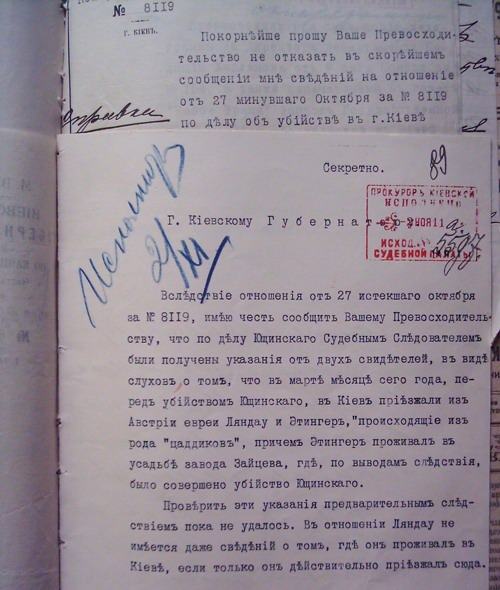
Дело об убийстве Ющинского. Письмо Чаплинского киевскому губернатору Алексею Гирсу от 2.11.1911 о «цадиках» Ландау и Этингере.

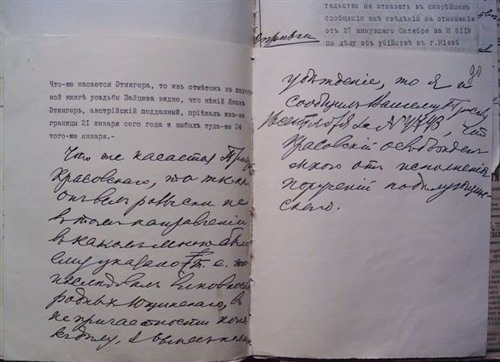
Окончание того же письма, с собственноручной припиской об отстранении Красовского от должности.

В ноябре 1911 года следствие (реальное) резко продвинулось вперёд: дала показания Малицкая. Эти показания по значимости перевешивали те сомнительные улики, которые имелись против Бейлиса. Однако немедленно вслед за этим, 23 ноября, сделал своё заявление Иван Козаченко, и это заявление стало третьей после показаний Казимира и Ульяны Шаховских уликой против Бейлиса.
Одним из сокамерников Бейлиса был сотрудничающий с полицией Иван Козаченко. Он вошёл в доверие к Бейлису и при освобождении получил от него записку к жене, в которой обвинение особенно выделяло просьбу дать денег Козаченко (Бейлис объяснял, что он имел в виду мелкое вознаграждение) и слова: «Скажи ему, кто на меня ещё показывает ложно». Козаченко при освобождении отдал эту записку тюремному надзирателю и заявил, что Бейлис поручал ему отравить двух свидетелей: «Фонарщика», то есть Шаховского, и «Лягушку» — прозвище сапожника Наконечного, который последовательно свидетельствовал в пользу Бейлиса и, как указывалось, разоблачил Шаховского как лжесвидетеля. Деньги на отравление якобы должна была дать жена Бейлиса, причём расходы брала на себя «вся еврейская нация»; стрихнин для отравления он должен был получить в еврейской больнице.
Подполковник Иванов, через своих агентов проверив ряд утверждений Козаченко, выяснил их ложность. Когда подполковник заявил об этом Козаченко, тот упал перед ним на колени и признался, что всё, о чём он показывал в отношении Бейлиса, есть ложь, просил прощения и молил не губить его. Этот факт Иванов вскоре рассказал редактору газеты «Киевлянин», члену Государственного совета Дмитрию Пихно, и затем подтвердил на процессе В. В. Шульгина (1914) и перед Чрезвычайной следственной комиссией Временного правительства в 1917 году. В последнем случае он добавил, что сообщил об этом Фененко, который предложил составить протокол, но Чаплинский запретил фиксацию этого факта. В результате показания Козаченко фигурировали в числе ключевых улик во время суда над Бейлисом.
Организатором лжесвидетельства был, судя по всему, товарищ прокурора Киевского окружного суда Андрей Карбовский, которого Чаплинский специально использовал для такого рода дел — он несомненно стоял за другими лжесвидетельствами, вроде Кулинича (см. ниже); на слухи о его связи с историей Козаченко намекнул в своей защитительной речи и адвокат Оскар Грузенберг.

### Показания Василия Чеберяка
К этому прибавились также показания мужа Веры Чеберяк Василия, «что однажды, за неделю, приблизительно до того дня, когда был найден труп Ющинского, Женя, возвратившись домой из усадьбы Зайцева, рассказывал ему, что к Бейлису приехали два какие-то еврея в необычных костюмах. Этих евреев Женя видел молящимися. Сейчас же после того, когда стало известно об обнаружении трупа Ющинского, евреи те, как сообщил Женя, оставили квартиру». Также Чеберяк показал, что «незадолго до обнаружения трупа Ющинского, примерно за три-четыре дня, как-то в квартиру мою прибежал запыхавшийся Женя и (…) рассказал, что вместе с Андрюшей Ющинским он играл на мяле на кирпичном заводе Зайцева, и что там его увидел Бейлис, погнался за ним, а в это самое время сыновья Менделя Бейлиса стояли где-то в заводе и при этом смеялись. Куда Андрюша побежал, я не знаю и об этом Женю не спрашивал». В его последующих показаниях, однако, стали фигурировать уже два раввина, которые вместе с Бейлисом на глазах Жени схватили и утащили Андрея.
С таким набором улик (показания супругов Шаховских, Калюжного, Козаченко и В. Чеберяка) производство дела 5 января 1912 года было закончено, и его в первый раз передали в суд.
Уже после этого, в марте 1912 года, было дополнительно сфабриковано показание ещё сокамерника Бейлиса. Осуждённый за подлог Моисей Кулинич заявил товарищу прокурора Карбовскому, будто Бейлис признался ему в совершении убийства; однако тут фальсификация носила настолько откровенный характер, что обвинение не решилось дать ей ход и выставить в суде.

## Частное расследование

### Расследование Бразуль-Брушковского

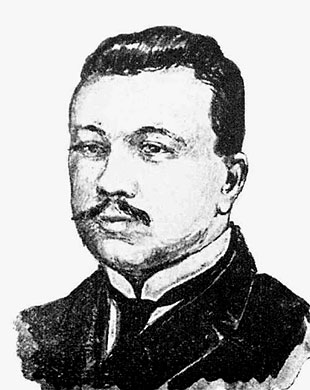
Арнольд Марголин

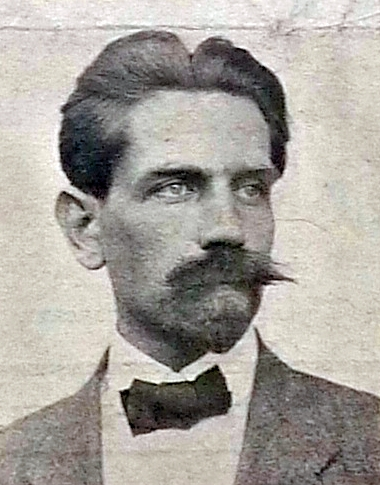
Журналист Сергей Бразуль-Брушковский

По инициативе Генриха Слиозберга и киевского адвоката Арнольда Марголина в 1911 году был создан комитет по защите Бейлиса, который пытался выяснить реальных виновников убийства Ющинского. Деятельным членом этого расследования был журналист «Русского слова», сотрудничавший также с «Киевской мыслью» Сергей Бразуль-Брушковский; к нему присоединился и сыщик Выгранов, ранее склонявший Шаховского к лжесвидетельству. Бразуль-Брушковский активно занялся делом с конца августа 1911 года, после отставки Красовского, который, уезжая, указал ему на Чеберяк: «тут всё дело, вся загадка в Вере Чеберяковой, беритесь за Веру Чеберякову, и если вам удастся, то дело раскроется». Как утверждал Бразуль-Брушковский, его поощряли и судейские чины, которые, будучи вынуждены вести дело против Бейлиса и, в то же время, не веря в его виновность, просили его собрать улики против Чеберяк, чтобы они имели «зацепку» для возбуждения против неё дела. Однако действия Бразуль-Брушковского оказались настолько опрометчивыми, что лишь скомпрометировали частное расследование. Бразуль не считал Чеберяк непосредственной убийцей (как он объяснял, не веря, что женщина может совершить столь жестокое убийство) и потому начал обхаживать Чеберяк и её сожителя Петрова, надеясь, что они выдадут ему убийц. В частности, он возил Чеберяк на тайную встречу с Марголиным в Харьков (Марголин собирался выступить адвокатом Бейлиса, а потому не мог вступать в сношения со свидетелями). Чеберяк на следствии и суде сделала сенсационное заявление о том, что Марголин предлагал ей 40 тысяч, если она возьмёт убийство на себя, что дискредитировало Марголина. Впоследствии описанию этих действий и особенно поездки в Харьков была посвящена значительная часть обвинительного акта: обвинением они подавались как еврейский заговор с целью подкупить Чеберяк и выгородить Бейлиса. Между тем Чеберяк вновь рассорилась со своим любовником, французом Павлом Мифле (ранее Чеберяк ослепила Мифле, плеснув ему в лицо серной кислотой, но вслед за тем они помирились, и Мифле отказался от её судебного преследования). Мифле из ревности избил Чеберяк кастетом, Чеберяк же обратилась к Бразуль-Брушковскому, заявив, что Ющинского убили братья Павел и Евгений Мифле, Лука Приходько и Фёдор Нежинский (брат матери мальчика, уже арестовывавшийся по этому делу). 18 января 1912 года Бразуль-Брушковский подал соответствующее заявление следствию. Следствие быстро выявило несостоятельность этих утверждений. Неожиданным результатом было, однако, то, что взбешённый Мифле, в свою очередь, подал донос на Чеберяк, по результатам которого на момент процесса она была осуждена на восемь месяцев тюрьмы за подчистки в заборной книжке и состояла под судом за бегство из полицейского участка, когда накануне убийства Андрея была задержана под чужим именем по подозрению в сбыте краденых драгоценностей. Эта официальная судимость сильно подорвала авторитет Чеберяк на процессе в качестве свидетельницы обвинения и «жертвы клеветы».

### Присоединение Красовского к расследованию

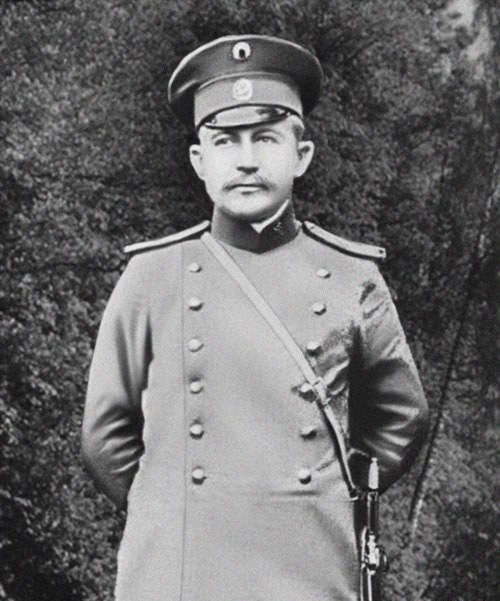
Н. А. Красовский

Брошюра Бразуль-Брушковского «Правда об убийстве Ющинского и деле Бейлиса». СПб, 1913

Реально частное расследование вступило на правильный путь лишь в апреле 1912 года, когда к нему примкнул Красовский Николай, раздражённый увольнением из полиции и стремившийся к профессиональной реабилитации. Он частным порядком узнал у околоточного Кириченко все выводы, к которым пришло следствие к тому времени, и опросил свидетелей, в частности подругу Чеберяк — Екатерину Дьяконову, которая сообщила ряд фактов о событиях в день убийства и в последующие дни. По словам Дьяконовой, около полудня 12 марта она вместе с сестрой Ксенией была у Чеберяк и застала там трёх человек: Сингаевского, Рудзинского и Латышева. Поведение их было необычным, в углу же у кровати лежал какой-то большой тюк, завёрнутый в ковёр. На ночь Чеберяк, оставшаяся одна, позвала их ночевать у себя, так как ей было страшно. То же повторилось на следующую ночь, но тогда на всех трёх женщин напал такой страх, что они бросились из квартиры и переночевали у Дьяконовых. Екатерина была уверена, что в ковре находилось тело Ющинского. Показания Екатерины Дьяконовой оказались вымыслом, но выяснилось это только на суде.
Для добычи решающих доказательств Красовский Н. через бывшего студента, связанного с революционными кругами, Махалина, подослал к Сингаевскому (единственному из шайки, кроме Чеберяк, остававшемуся на свободе) анархиста Амзора Караева, пользовавшегося авторитетом в уголовном мире и согласившегося выступить агентом сыска ввиду общественной значимости дела Бейлиса. Караев испугал Сингаевского сообщением, что жандармерия якобы готовит его арест по делу об убийстве Ющинского, и перепуганный Сингаевский, ища помощи, рассказал Караеву все обстоятельства убийства. Действительно, Рудзинский, Сингаевский и Латышев убили Андрюшу, так как, обдумывая цепь недавних провалов (арест Чеберяк при попытке сбыта краденого кольца — 8 марта; арест четырёх воров из притона Чеберяк — 9 марта; обыск на квартире Чеберяк — 10 марта), заподозрили именно его как виновника («через байстрюка провалились такие хорошие малины»). На вопрос, почему не «разделали» труп, то есть не избавились от него совершенно, Сингаевский ответил: «Так расписала министерская голова Рудзинского» (очевидно, именно Рудзинский задумал инсценировать ритуальное убийство). Латышев же, как выяснилось, оказался «в мокром деле слаб», и во время убийства его стошнило. Разговор об этом продолжился в присутствии Махалина, который, таким образом, выступил вторым свидетелем признания Сингаевского. Караев предложил Сингаевскому отдать ему вещи Андрея, чтобы он подкинул их какому-нибудь еврею. Однако эта попытка заполучить несомненную улику сорвалась, так как Сингаевский прежде хотел посоветоваться с Рудзинским и Чеберяк, те заподозрили неладное, появившиеся затем в газетах разоблачения окончательно демаскировали игру. Сингаевский же на суде отказался от сказанных Караеву и Махалину слов, и, таким образом, факты, изложенные Сингаевским в приватном разговоре с Караевым, не могли быть приняты в качестве юридической улики. Мнения исследователей по вопросу признания Сингаевского Караеву расходятся. Александр Тагер считает показания Караева заслуживающими доверия, а Сергей Степанов полагает, что признание было вымышлено Махалиным и Караевым с целью получения денег от Бразуль-Брушковского.

### Заявление Бразуль-Брушковского
6 мая, за 11 дней до намечавшегося начала слушания дела Бейлиса, Бразуль-Брушковский подал подполковнику Иванову новое заявление с изложением добытых фактов и указанием на истинных убийц. 30—31 мая он опубликовал собранные данные в двух киевских газетах противоположной направленности — либеральной «Киевской мысли» и националистическом, монархическом и антисемитском «Киевлянине», издававшимся членом Государственного совета Д. И. Пихно (Пихно частным образом, через подполковника Иванова, был хорошо осведомлён о творящихся вокруг дела махинациях). 2 июня 1912 года в Думе была предпринята попытка возбудить по этому поводу министерский запрос. Однако Дума не успела рассмотреть этот вопрос до 8 июня, а 9 июня она была распущена. Красовский был немедленно арестован по обвинению в должностных преступлениях, но оправдан судом; Амзор Караев был сослан в Сибирь в административном порядке, и впоследствии, когда он был вызван свидетелем на процесс, были предприняты специальные секретные меры, чтобы он не попал на суд (он был на это время арестован). Однако игнорировать эти факты власти не могли, и дело Бейлиса 20 июня было отправлено на доследование, тем более, что по времени ситуация совпала с выборами в Государственную думу и начало судебных слушаний было совсем некстати для властей. Убеждённость в невиновности Бейлиса среди киевских обывателей стала массовой.
После этих публикаций появился новый свидетель, парикмахер Швачко, опознавший Рудзинского по портрету в газете. Летом 1911 года Швачко содержался под арестом вместе с Рудзинским. Швачко сообщил, что слышал ночной разговор между Рудзинским и другим профессиональным вором, Крымовским, при котором Рудзинский на вопрос Крымовского «а как же байстрюк?» ответил: «пришили его, стерву продажную». Ранее, по рассказу Крымовского, они планировали ограбление Софийского собора, и можно было понять, что Андрея, обучавшегося в Духовном училище при соборе, предполагалось использовать в этом деле.

## Доследование дела

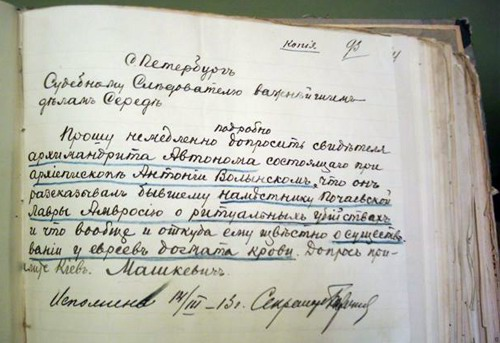
Письмо Н. Машкевича петербургскому следователю по особо важным делам Середе, 14.03.1913: «Прошу немедленно допросить архимандрита Автонома, состоящего при архиепископе Антонии Волынском, что он рассказывал бывшему наместнику Почаевской Лавры Амвросию о ритуальных убийствах и откуда ему известно о существовании у евреев догмата крови. Допрос пришлите в Киев. Н.Машкевич».

В результате доследования, производившегося командированным по личному указанию Щегловитова из Петербурга Н. Машкевичем, обвинение пополнилось следующими уликами:
- Показания Веры Чеберяк, что Женя перед смертью говорил ей, что Андрюшу утащил Бейлис.
- Показания 9-летней дочери Веры Чеберяк — Люды (Людмилы). Согласно им, придя к Бейлису за молоком незадолго до гибели Андрюши, дети увидели у него двух евреев в странных чёрных одеяниях, которых очень испугались. Вслед за тем Люда, Женя, Андрюша, Дуня Наконечная и другие дети пошли кататься на мяле и увидели, что к ним бежат «Мендель Бейлис и тот еврей, который торговал сеном на Татарке и жил у Менделя <Файвель Шнеерсон>. По тому же направлению к мальчикам с Менделем и торговцем сеном медленно бежал старый еврей, которого я раньше никогда не видела. Старик этот был с довольно длинной седой бородой. Дети Менделя также пустились было бежать, но затем остановились у того мяла, что ближе к дому, где жил Бейлис, и только смеялись». Бейлис поймал Женю и Андрюшу; «Женя как-то вывернулся и убежал домой (…). Я видела лишь, как Мендель Бейлис тогда тянул Андрюшу за руку по направлению к нижней печке». Впоследствии, по словам Люды, Валя ей рассказала, что на её глазах Бейлис, старик и торговец сеном потащили Андрюшу к печке. «После этого Андрюши мы и не видели»[134][135]. Эти показания стали ключевыми в обвинении[136][137], несмотря даже на то, что Дуня Наконечная (дочь М. Наконечного) рассказанное Людой начисто отрицала[102][138].

Как отмечает Сергей Степанов, Машкевич не обратил внимания на то, что рассказ Веры Чеберяк появился через 16 месяцев после убийства лишь тогда, когда обвинение было выдвинуто против неё самой и смерти непосредственных «свидетелей» — Жени и Вали. Никто из допрошенных детей, кроме дочери Чеберяк Люды, эту версию не подтверждал. По мнению Степанова, Машкевич понимал ничтожность этих обвинений, но выполнял полученный «заказ» на ритуальную версию.
30 января 1912 года Бейлису в тюрьме была вручена копия обвинительного акта, который был утверждён за 10 дней до этого судебной палатой.

## Передача дела в суд
13 мая 1913 года доследование было закончено, и дело вновь передали в суд. Переписка высших чиновников свидетельствует о том, что они осознавали слабость улик против Бейлиса и его очевидную невиновность.
Летом 1913 года И. Щегловитов вызвал в Петербург начальника московского уголовного розыска Аркадия Кошко, считавшегося лучшим сыщиком в России, и поручил ему ознакомиться с материалами дела и выявить «возможно выпуклее всё то, что может послужить подтверждению наличия ритуала». После месячного изучения материалов дела Кошко заявил министру, что он бы «никогда не нашёл возможность арестовать и держать его [Бейлиса] годами в тюрьме по тем весьма слабым уликам, которые есть против него в деле».
Киевский губернатор Алексей Гирс писал министру внутренних дел Макарову:

По имеющимся у меня сведениям, процесс несомненно окончится оправданием обвиняемого за невозможностью фактически доказать его виновность в совершении приписываемого ему преступления.

Макаров, в свою очередь, писал Щегловитову 3 мая 1912 года:

Есть основания предполагать, что судебный процесс окончится оправданием обвиняемого за невозможностью доказать его виновность.

Макаров просил Щегловитова перенести процесс, чтобы предполагаемое оправдание Бейлиса на фоне широкого общественного интереса не повлияло на результат выборов в Государственную думу.
Щегловитов и сам осознавал, что доказательства вины Бейлиса крайне слабы, и в беседах с членами судебного ведомства говорил, что возлагает надежду на умелого председателя суда и на счастливый случай:

Во всяком случае, дело получило такую огласку и такое направление, что не поставить его на суд невозможно, иначе скажут, что жиды подкупили меня и всё правительство.

Александр Тагер пишет, что влияние дела на политическую жизнь России стало крайне велико. Если раньше оно использовалось для торпедирования проектов еврейского равноправия, то к январю 1912 года оно стало залогом выборов в Государственную думу и всей политики правых в России. Ситуацию подхлестнуло убийство евреем-революционером в Киеве в сентябре 1911 года премьер-министра Столыпина.

## Судебный процесс

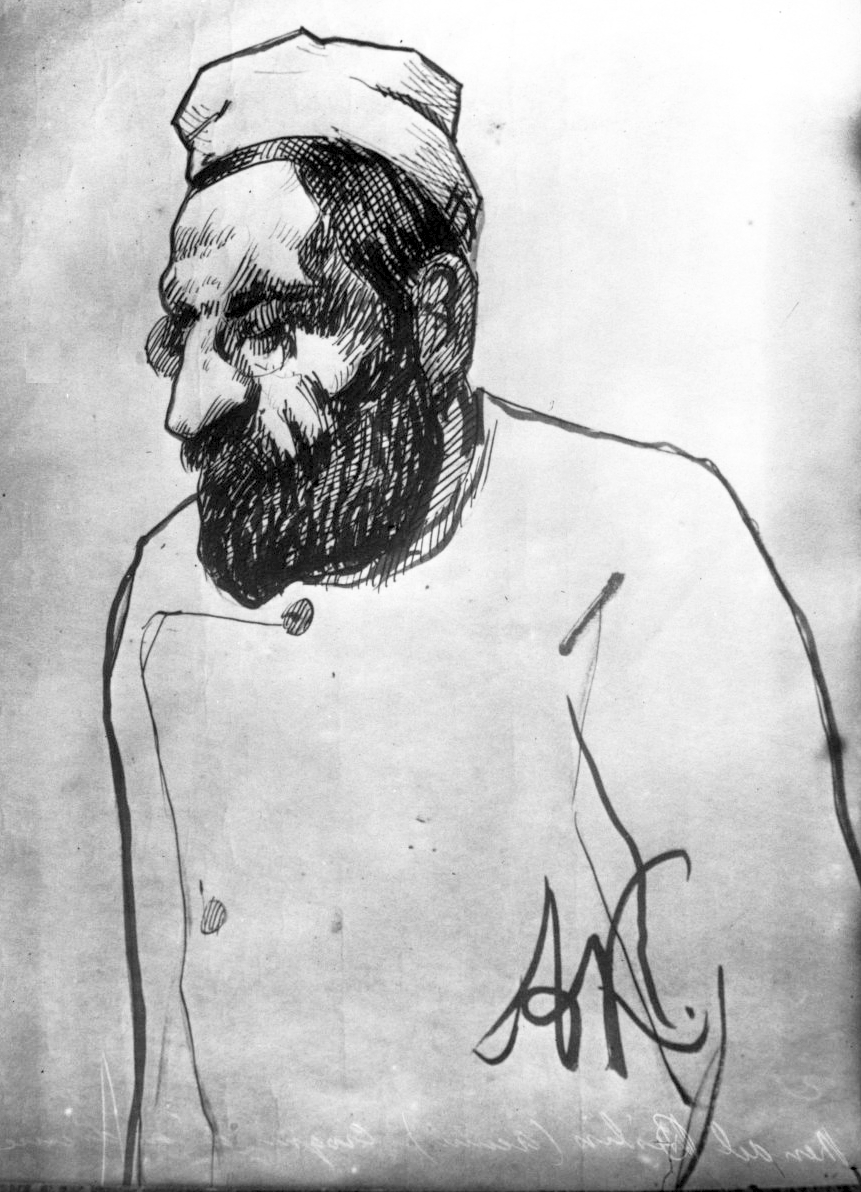
Бейлис в зале суда

### Организация процесса

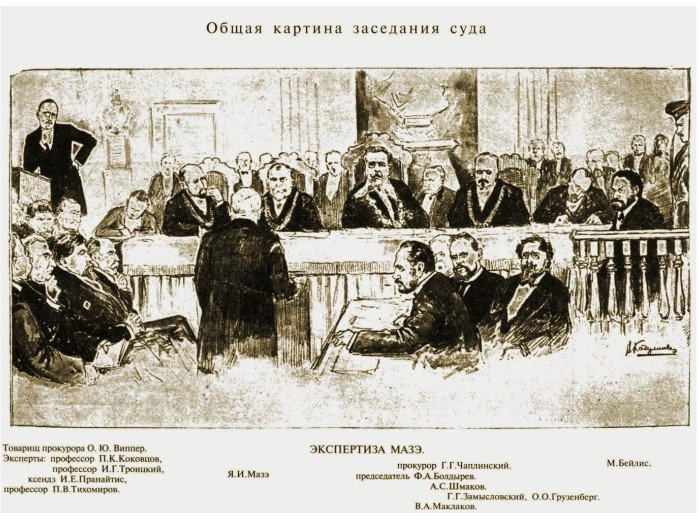
Общая картина заседания суда. Рисунок Владимира Кадулина

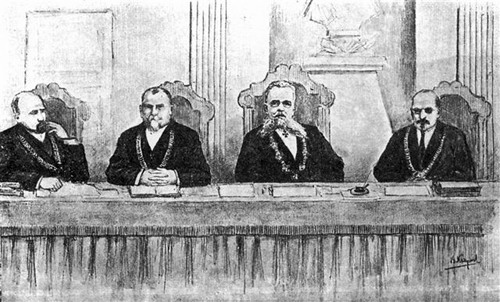
Состав суда. Второй справа Ф. А. Болдырев

Некоторые члены Киевской судебной палаты считали, что дело должно быть прекращено за отсутствием улик. Председатель Киевского окружного суда Николай Грабор отказался вести дело. Он был заменён специально переведённым из Умани Фёдором Болдыревым, которому Щегловитов пообещал место председателя окружной судебной палаты. Среди сотрудников киевской прокуратуры не нашлось желающих выступать в суде в роли государственного обвинителя, поэтому Щегловитов был вынужден отправить в Киев товарища прокурора Петербургской судебной палаты Оскара Виппера. Изначально Чаплинским на эту роль планировался товарищ прокурора Карбовский, которого для этого специально 10 ноября 1911 года перевели из Винницы в Киев и который создавал лжесвидетельства для обвинения Бейлиса в ритуальном убийстве.
Накануне процесса и, видимо, не случайно, была переиздана брошюра 1844 года «Разыскание об убиении евреями христианских младенцев и употреблении крови их», авторство которой приписывалось Владимиру Далю.
Процесс начался в Киеве 23 сентября 1913 года и длился более месяца.
Кроме Виппера, обвинение представляли два поверенных гражданской истицы — матери Ющинского: член фракции правых в 4-й Государственной думе Георгий Замысловский и известный адвокат-антисемит Алексей Шмаков. Бейлиса защищали киевский адвокат Дмитрий Григорович-Барский, который, однако, был мало заметен на процессе, где первую роль играл цвет столичной адвокатуры: Александр Зарудный, Николай Карабчевский, Василий Маклаков и Оскар Грузенберг; последний был единственным евреем среди защиты. В числе доверенных лиц подсудимого в суде участвовал также Владимир Набоков, присутствовавший как корреспондент газеты «Речь».
Председатель, вначале ведший процесс достаточно корректно, под конец принял откровенно обвинительный уклон. Так, с целью дискредитации Караева по требованию обвинения и вопреки протестам защиты было оглашено письмо заключённого анархиста Феофилактова, найденное у него при обыске и содержащее намёки на провокаторство Караева и на крупное материальное вознаграждение, в том числе за участие в «деле Бейлиса». При этом не только не были оглашены объяснения Феофилактова на допросе, но и (вопреки закону) скрыто от присяжных его письмо, направленное суду; в нём Феофилактов объяснял, что лишь пересказывал тёмные слухи, надеясь тем самым вызвать Караева на откровенный разговор.

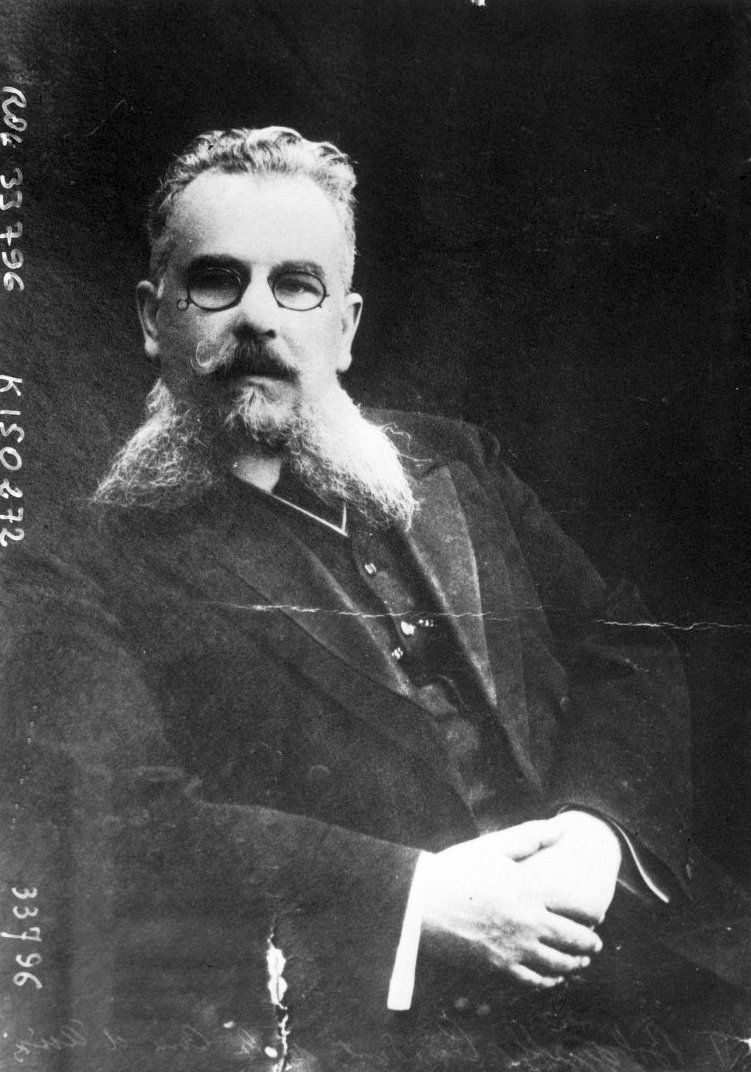
Судья Ф. Болдырев
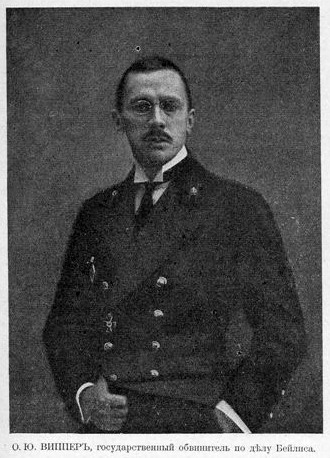
Прокурор О.Ю. Виппер
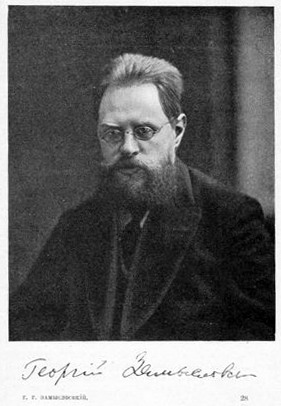
Гражданский обвинитель Г.  Г. Замысловский
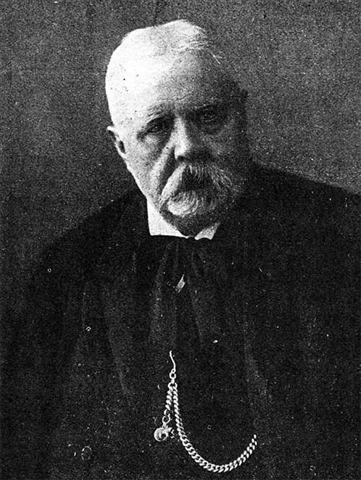
Гражданский обвинитель А. С. Шмаков
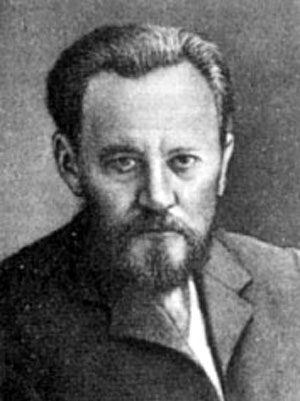
Защитник В. А. Маклаков
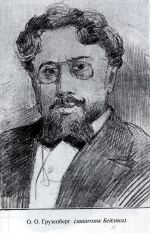
Защитник О. О. Грузенберг
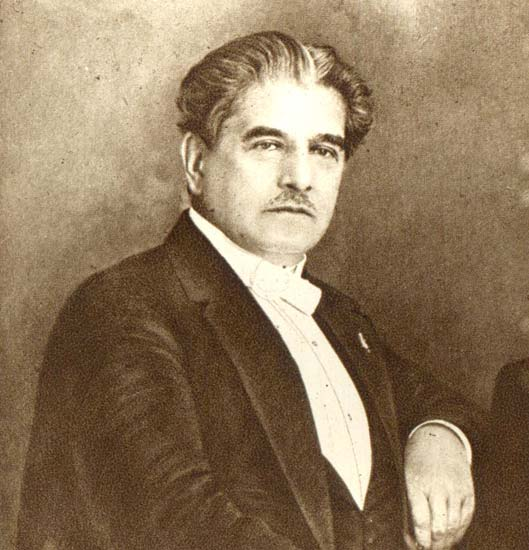
Защитник Н. П. Карабчевский
Защитник А. С. Зарудный

### Версия обвинения
Согласно версии обвинения, Ющинский пал жертвой давно задуманного жертвоприношения, приуроченного к закладке синагоги на кирпичном заводе (согласно данным следствия, за пять дней до убийства на заводе было заложено здание, которое по документам проходило как столовая, но фактически строилось под синагогу, для получения разрешения на строительство которой была необходима длительная бюрократическая процедура). Для жертвоприношения Ющинского из-за границы специально приехали цадики. Ющинский был давно намечен в качестве жертвы, за ним была установлена слежка; сначала предполагалось, что его похитит знакомый Бейлиса, Файвел Шнеерсон, якобы происходящий из знаменитого рода любавичских цадиков; он будто бы по первоначальному плану должен был заманить Андрея на завод, пообещав ему показать отца (которого Андрей мечтал найти). Однако так как Андрей сам пришёл на завод с детьми, то его и похитил Бейлис, унеся в печь, где и было совершено жертвоприношение.
Впрочем, относительно места жертвоприношения у обвинения впоследствии возникла новая версия: во время следствия на заводе сгорела конюшня вместе с расположенной рядом с ней конторой, и в результате местом преступления стали называть контору у конюшни, а её пожар — попыткой скрыть следы. Конюшня сгорела за два дня до назначенного следствием её осмотра при невыясненных обстоятельствах.
Затем тело мальчика было вынесено через дыру в заборе и скрыто в пещере. В качестве сообщников Бейлиса в материалах дела предполагались приезжавшие из-за границы цадики Этингер и Ландау. Все нестыковки, противоречащие показания и т. д. объяснялись обвинением как проявления всеобъемлющего еврейского заговора, в результате которого удалось якобы запугать и подкупить всех свидетелей и даже следователей (Красовского и Мищука). Специальные проявления этого заговора обвинение видело в действиях Марголина и Бразуль-Брушковского, разбору которых была посвящена значительная часть обвинительного заключения.

### Свидетельские показания

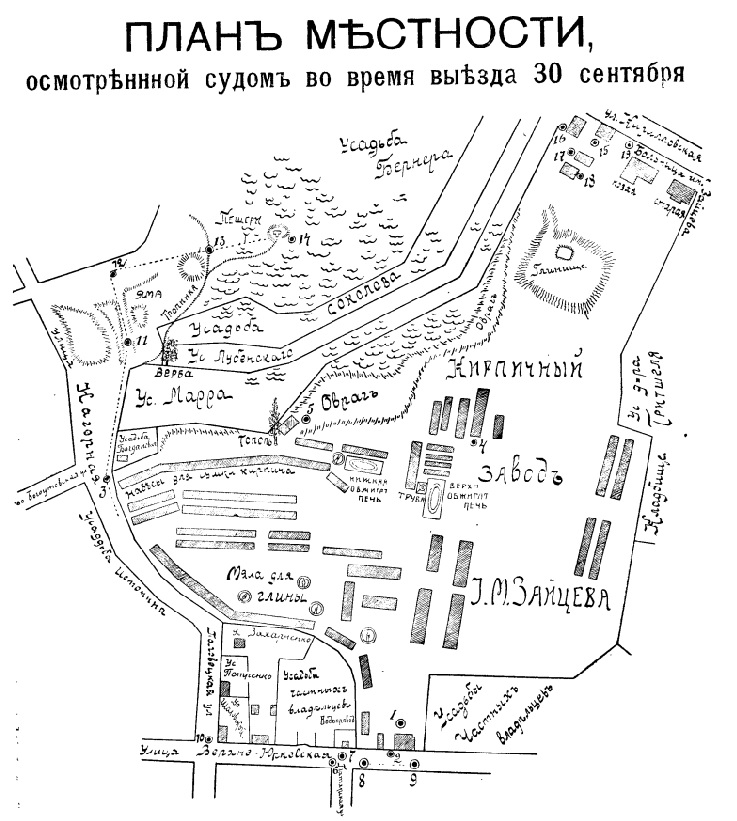
План местности. Объяснение номеров: 1. Дом, где жил обвиняемый Мендель Бейлис; 2. Ворота на Верхне-Юрковскую улицу; 3. Ворота на Нагорную улицу; 4. Сгоревшее помещение, где была шорная мастерская; 5. Изба, где жил свидетель Юхриков; 6. Место, где стоял свидетель Константин Добжанский, когда увидел Андрея Ющинского; 7. Место, где находился Андрей Ющинский, когда его видел Константин Добжанский; 8-9. Путь, по которому шёл Андрей Ющинский, когда его видел Константин Добжанский; 10. Место, на котором свидетельница Ульяна Шаховская, по её словам, видела Андрея Ющинского; 11. Место, с которого свидетель Ященко увидел в первый раз неизвестного человека; 12. Место, с которого свидетель Ященко увидел во второй раз того же человека; 13. Место, где остановился тот человек, когда заметил свидетеля Василия Ященко; 14. Пещера, где был обнаружен труп Андрея Ющинского; 15. Дом, где живут Хаим и Борух Дубовики; 16. Неоконченный дом; 17. Богадельня, построенная Зайцевым, где живут престарелые евреи и где предполагалось устроить молельню; 18. Дом, где живёт мать управляющего заводом Дубовика; 19. Ворота на Кирилловскую улицу.

В распоряжении обвинения было шесть свидетелей: супруги Шаховские, Захарова (Волкивна), супруги Чеберяк и их дочь Людмила. На суде выяснилась лживость свидетельств, на которых основывалось обвинение.
Михаил Наконечный, которого вызвали как свидетеля обвинения, утверждал, что Шаховский сознательно оговорил Бейлиса, что Бейлис не мог средь бела дня на глазах множества детей схватить Ющинского и чтоб об этом никто не знал столько времени, что дети не могли быть в это время на заводе Зайцева, а играли возле дома Чеберяковой.
Дуня Наконечная и на допросе, и на очной ставке опровергла показания Люды Чеберяк, с возмущением вскричав на её рассказ: «Кто же нас прогнал? Ты вспомни, а потом будешь врать!», после чего Люда расплакалась, пояснив: «Я боюсь!» Сама Люда с искренним ужасом заявила: сыщики грозили ей, что, если она не будет показывать, как нужно, её постигнет судьба Жени; но при этом, вопреки стараниям обвинения, упорно показывала не на Выгранова и не на Красовского, а на Полищука, выступившего непосредственно перед ней с обширными показаниями в защиту ритуальной версии. Выяснилось также, что зимой 1911 года дети никак не могли ходить к Бейлису за молоком, так как Бейлис к тому времени давно продал корову и сам покупал молоко у некоей Быковой. Кроме того, допросы многочисленных рабочих завода выяснили, что 12 марта на заводе была работа, возчики вывозили кирпичи, то есть незаметно совершить преступление было трудно, а сам Бейлис в это время был в конторе, где он работал безвылазно. Василия Чеберяка защита поймала на том, что его рассказ (якобы со слов Жени), как Бейлис и два раввина схватили и потащили Андрюшу к печке, противоречит его первоначальным показаниям следователю, кончавшимся словами: «куда Андрюша побежал, я не знаю и об этом Женю не спрашивал». Свидетельница Чеховская показала, что в её присутствии в комнате свидетелей Вера Чеберяк подучивала мальчика Назара Заруцкого показать, будто Бейлис на его глазах схватил Андрюшу, но тот отказался; это же заявил и сам мальчик, подтвердив на очной ставке с Чеберяк (несмотря на явное давление обвинения и самой Чеберяк). Волкивна (Захарова) не подтвердила показаний Шаховской и сказала, что по делу Ющинского ничего не знает. Показания Шаховской о разговоре с Волкивной опроверг и присутствовавший при их встрече 12 марта мальчик Николай Калюжный.

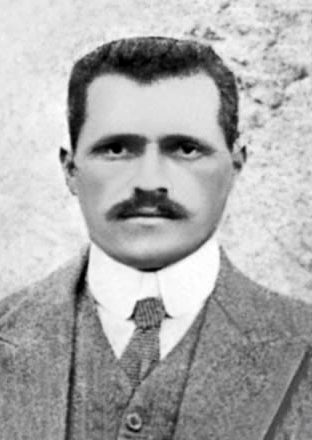
Файвель Шнеерсон

Таинственные «цадики» Этингер и Ландау, оказавшиеся родственниками заводовладельца Зайцева, приехали на процесс и дали показания, в результате чего выяснилось, что оба не имели никакого отношения ни к делу, ни к цадикам.
Шнеерсон также выступил на суде в качестве свидетеля и оказался участником русско-японской войны, мелким торговцем сеном, очень далёким родственником, если вообще не случайным однофамильцем любавичских ребе и человеком, религиозно совершенно индифферентным (он уверял даже, что никогда не слыхал ни о хасидах, ни о любавичских Шнеерсонах).
Шаховские дали путаные показания, из которых следовало, однако, что их подучивали показать на Бейлиса Полищук и Выгранов, и что Шаховский был избит, причём он не отрицал, что людьми Чеберяк. Шаховский подтверждал разговор с Женей и рассказ о том, как детей прогнал человек с чёрной бородой, но теперь отрицал, что Женя говорил о Бейлисе. Ульяна Шаховская вообще отказывалась от своих показаний на следствии. Козаченко на суд не явился, были зачитаны его письменные показания, которые, однако, не подтвердил их сокамерник Кучерявый, и прямо опровергали письменные показания Пухальского, писавшего письмо Бейлиса.
Два свидетеля защиты утверждали, что рисунок ткани на куске наволочки, который был обнаружен в кармане убитого, похож на рисунок на наволочке в доме Чеберяк, и одна из наволочек в общей комнате после убийства исчезла.

### Вера Чеберяк на суде

Отчёт в «Киевской мысли» о 14-м дне процесса (допрос Марголина и его очная ставка с Верой Чеберяк, с портретами Болдырева, Марголина и Веры Чеберяк)

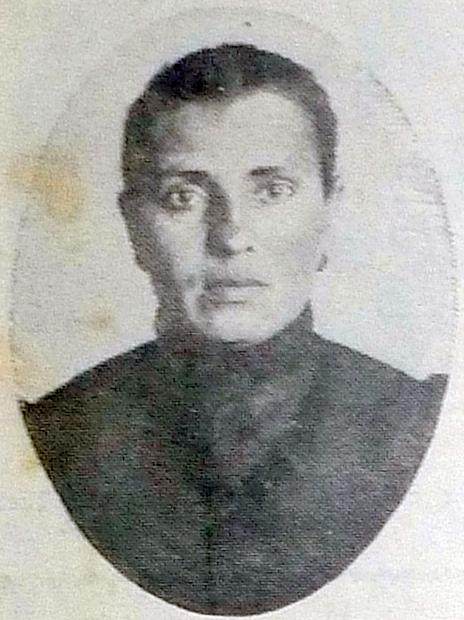
Вера Чеберяк

Фактически в центре процесса оказался не Бейлис (о нём на протяжении целых дней даже не упоминали), а Вера Чеберяк. На суде она демонстрировала незаурядное хладнокровие и находчивость. Корреспондент «Нью-Йорк Таймс» писал: «Чеберяк продолжает быть в центре внимания на процессе; она сидит с выражением сфинкса, и, поставленная лицом к лицу со свидетелями, показывающими против неё, всегда находит ответ». Тем не менее, благодаря многочисленным показаниям Чеберяк предстала явной уголовницей, причём сама этому помогла: помимо вскрывшихся попыток склонить к лжесвидетельству мальчика Заруцкого, она также прямо в зале суда принялась угрожать свидетельнице Черняковой, которая сделала соответствующее заявление, прибавив: «Ведь она может всё сделать». В конце концов даже гражданский обвинитель Шмаков признал правдоподобным, что Чеберяк может быть соучастницей убийства, однако — только как сообщница Бейлиса. Как показывает интимный дневник Шмакова, он не сомневался, что убийство Ющинского — дело рук Чеберяк.

### Махалин и Сингаевский на суде

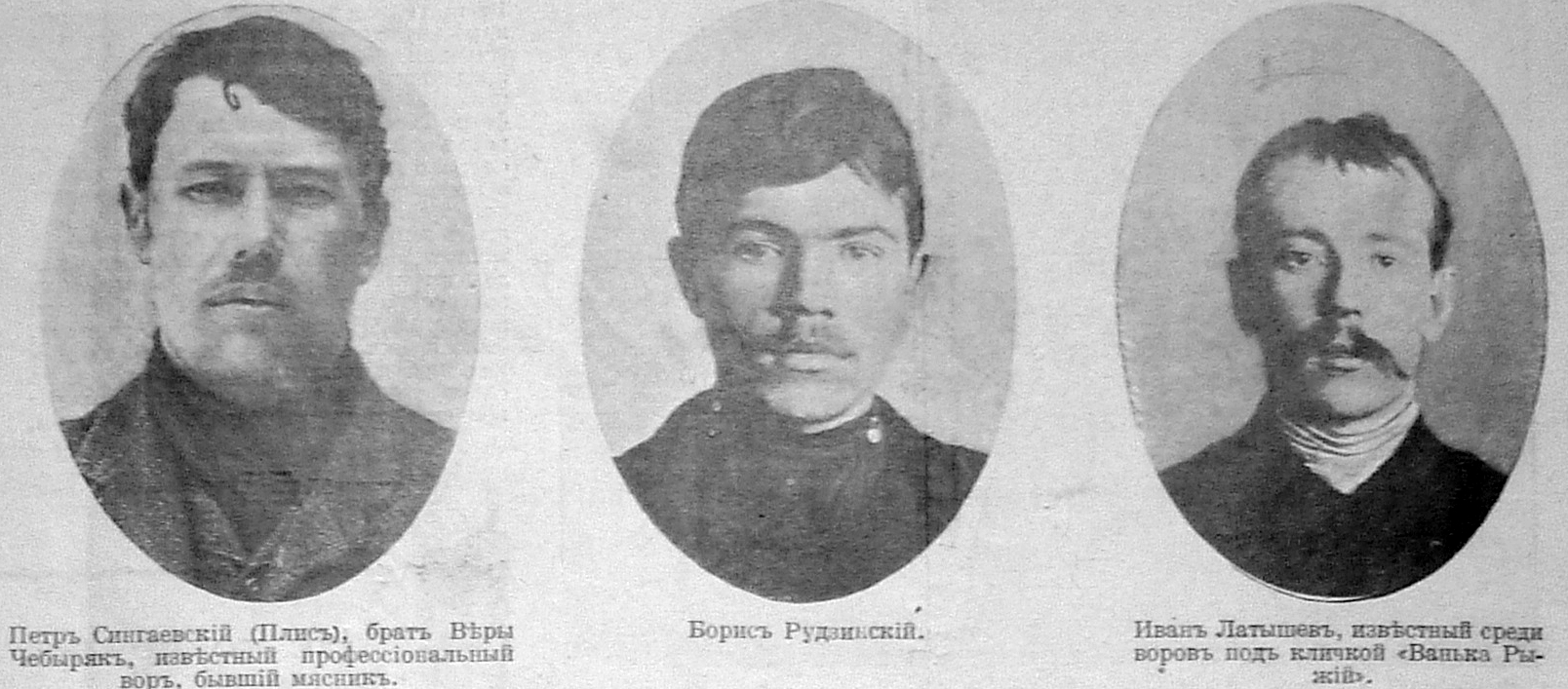
1. Пётр Сингаевский (Плис), брат Веры Чеберяк, профессиональный вор, бывший мясник; 2. Борис Рудзинский; 3. Иван Латышев, известный среди воров под кличкой «Ванька Рыжий»

Большое впечатление на публику произвели события 17-го и 18-го дней процесса: допрос Махалина, затем допрос Сингаевского и его очная ставка с Махалиным. Махалин произвёл благоприятное впечатление на публику. Сингаевский всё отрицал, указывая как на алиби на то, что в ночь на 13 марта он, Рудзинский и Латышев ограбили оптический магазин на Крещатике (Сингаевский и Рудзинский с той же целью установления алиби сознались в этом в марте 1912 года, и дело по этому эпизоду было быстро прекращено). Вопрос Грузенберга, почему кража, совершённая в ночь на 13-е, несовместима с убийством, произошедшим утром 12-го числа, поставил его в тупик. Однако на помощь вору пришло обвинение: Замысловский начал за него объяснять, что для ограбления нужна тщательная подготовка и поэтому одно с другим никак не совместимо; Сингаевскому оставалось только поддакивать. Во время очной ставки с Махалиным Сингаевский смутился, а по выражениям очевидцев, даже показал признаки «животного страха»; он несколько минут молчал, так что возникло полное впечатление, что он вот-вот сознаётся. Однако вмешался Замысловский, который благожелательным тоном начал задавать Сингаевскому наводящие вопросы. Всё это производило впечатление прямого сообщничества обвинения с уголовниками. «Нельзя не считать чрезвычайно своеобразным положение, при котором обвинителям приходится защищать от судебного внимания тяжко заподозренных лиц», — писал В. Г. Короленко. При этом Сингаевский, хотя и не подтвердил участия в убийстве, подтвердил знакомство с Караевым и Махалиным и ряд второстепенных деталей их показаний, что сильно подняло к ним доверие, так что, по свидетельству полицейского аналитика Любимова, публика после этого не сомневалась, что Бейлис будет оправдан.

### Экспертизы
В ходе процесса проводились медицинская, психиатрическая и богословская экспертизы, которые должны были выяснить, было ли убийство А. Ющинского ритуальным.
14 октября 1913 года суд приступил к рассмотрению медицинской экспертизы. Сначала в суде были полностью зачитаны протокол первичного судебно-медицинского вскрытия трупа Ющинского, проведённого киевским врачом Т. Н. Карпинским 22 марта 1911 года, протокол повторного судебно-медицинского вскрытия, проведённого профессором Н. А. Оболонским и прозектором Н. Н. Труфановым 26 марта 1911 года, а также проведённый 27 марта 1911 года ими же осмотр отдельных частей трупа Ющинского и его одежды. Для дачи заключения в суд были вызваны профессор Д. П. Косоротов и Труфанов (Оболонский к тому времени умер). Адвокаты предложили своих экспертов — варшавского профессора хирурга А. А. Кадьяна и лейб-хирурга профессора Евгения Павлова. 15 октября суд предложил всем четырём экспертам ответить на ряд вопросов о характере повреждений на теле Ющинского. После совещания экспертов между собой, продолжавшегося в течение дня, они не пришли к единому мнению по поставленным вопросам, и утром 16 октября суд предложил экспертам зачитать свои заключения раздельно, что и было сделано.
Согласно профессору Кадьяну, «при получаемых ранениях Ющинского, конечно, кровь терялась, но если говорить об особом обескровливании, то на это нет данных». Согласно лейб-медику Павлову, «Уколы в область сердца дают, как и пулевые ранения, колоссальное кровоизлияние внутрь и незначительное наружу. Эти раны не есть средство для получения крови. Собирать кровь из ран гораздо удобнее было из одной большой раны, если бы такая рана была нанесена Ющинскому… Убивать человека без крови нельзя, и судить о том, какой был план у убийц, нельзя…» Бехтерев также подтвердил, что фактически на правом виске было 14 ран, как и отметил д-р Карпинский при первом вскрытии, а не 13, как утверждало обвинение, придавая этому числу каббалистический смысл и видя в нём один из главных признаков ритуальности убийства (одна рана была двойной, от двух совпавших ударов).
При этом эксперты — медик, профессор Косоротов, и психиатр, профессор И. А. Сикорский (известный в Киеве русский националист), — поддерживали версию обвинения. Косоротов, как выяснилось после Февральской революции, получил за это 4000 рублей из секретных сумм Департамента полиции. Защита протестовала против экспертизы Сикорского, указывая, что в обширной речи о еврейских ритуальных убийствах он далеко вышел за рамки своей компетенции как эксперта-психиатра; однако суд оставил этот протест без внимания. Экспертиза Сикорского вызвала взрыв возмущения в профессиональной среде: так, профессор В. П. Сербский характеризовал её выражениями самого Сикорского, как «сложное квалифицированное злодеяние»; «Журнал невропатологии и психиатрии» утверждал, что Сикорский «скомпрометировал русскую науку и покрыл стыдом свою седую голову», и т. д. Общество психиатров специальной резолюцией признало экспертизу Сикорского «псевдонаучной, не соответствующей объективным данным вскрытия тела Ющинского и не согласующейся с нормами устава уголовного судопроизводства». Врач-психиатр Михаил Буянов, отмечая массовое неприятие коллегами экспертизы Сикорского, пишет, что «никогда психиатры не были так единодушны и принципиальны в проявлении своего отвращения к использованию психиатрии в политических целях». XII Всероссийский пироговский съезд врачей весной 1913 года принял специальную резолюцию против экспертизы Сикорского, а осенью того же года эта экспертиза была осуждена Международным медицинским съездом в Лондоне и 86-м съездом немецких естествоиспытателей и врачей в Вене.
В богословской экспертизе со стороны защиты участвовали видные гебраисты: академик Павел Коковцов, считающийся одним из крупнейших гебраистов и семитологов эпохи; профессор Петербургской духовной академии Иван Троицкий, крупный еврейский религиозный деятель, московский казённый раввин Яков Мазе, а также профессор П. В. Тихомиров, доказавшие абсурдность обвинения евреев в употреблении крови для ритуальных целей. Ранее, при первой передаче дела в суд, в этом же свете была представлена экспертиза профессора Киевской духовной академии Александра Глаголева.
Ни один из представителей православной церкви не согласился выступить экспертом обвинения, и подтверждение наличия ритуальных убийств в еврейской религии было поручено католическому священнику из Ташкента Иустину Пранайтису, направленному — фактически сосланному — в Среднюю Азию за аферы и судившемуся по обвинению в шантаже. Пранайтис доказывал, что иудаизм предписывает ненависть ко всем неевреям и ритуальные убийства, цитируя при этом Талмуд и каббалистические трактаты. Однако защита уличила его в полном незнании еврейской религиозной литературы (он не смог ответить на целую серию вопросов, содержавших названия частей Талмуда); он отказался указать в еврейском тексте книги названные им места и в конце концов признался, что цитировал Талмуд по фальсифицированному немецкому переводу. Другим невольным разоблачителем Пранайтиса оказался Шмаков: стремясь уличить еврейскую религию в человеконенавистничестве на материале не только Талмуда, но и Ветхого Завета, он задал Пранайтису ряд вопросов по Библии, от ответа на которые тот предпочёл уклониться. Согласно полицейскому отчёту, «ввиду дилетантских знаний, ненаходчивости экспертиза Пранайтиса имеет весьма малое значение». Видные гебраисты Троицкий и Коковцов, а также Тихомиров, указывали на принципиальный запрет употребления крови в пищу, содержащийся в еврейской религии, и доказывали, что еврейская религиозная традиция признаёт универсальную нравственность и моральные обязанности евреев перед неевреями, если последние исполняют т. н. «Семь заповедей Ноя» (общие правила нравственности, данные, согласно традиции, всему человечеству), и что талмудическую мораль вполне можно выразить евангельской формулировкой: «яко же хощете, да творят вам человецы, и вы творите им такожде». Слабой стороной выступлений учёных-гебраистов было то, что они обнаружили плохое знакомство со специфической антисемитской литературой, в результате чего они не смогли дать определённого ответа на некоторые вопросы Замысловского и Шмакова, основанные на этой литературе. В других случаях, однако, они наряду с Тихомировым и Мазе продемонстрировали у оппонентов подлоги в переводах и произвольное толкование вырванных из контекста цитат.
В итоге обвинение полностью проиграло и психиатрический, и богословский диспуты.

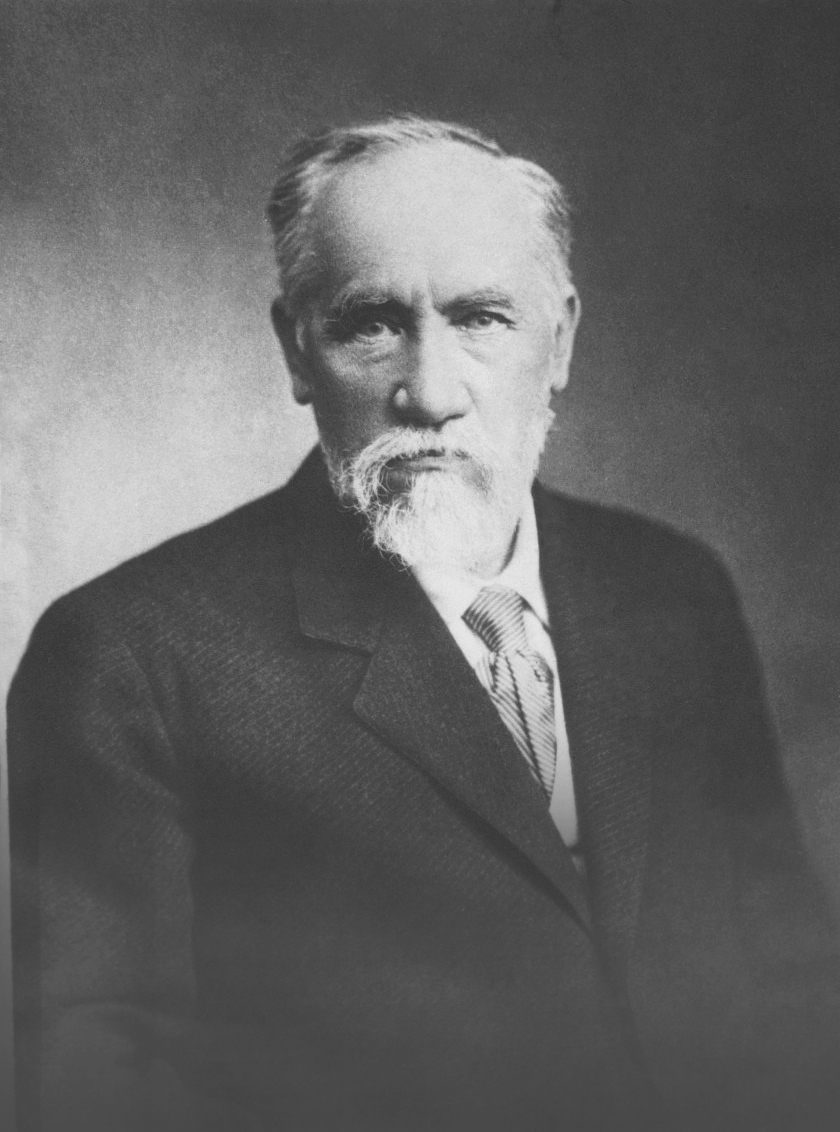
проф. И. А. Сикорский
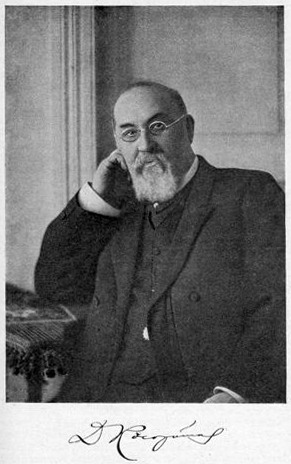
проф. Д. П. Косоротов
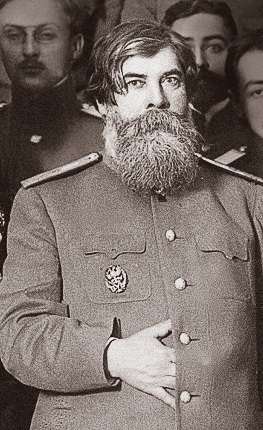
В. М. Бехтерев
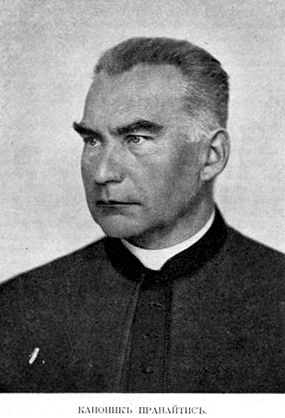
И. Пранайтис
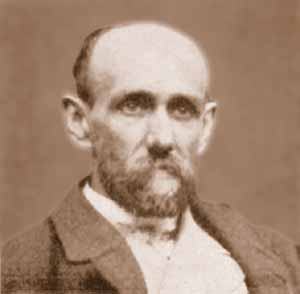
акад. П. К. Коковцов
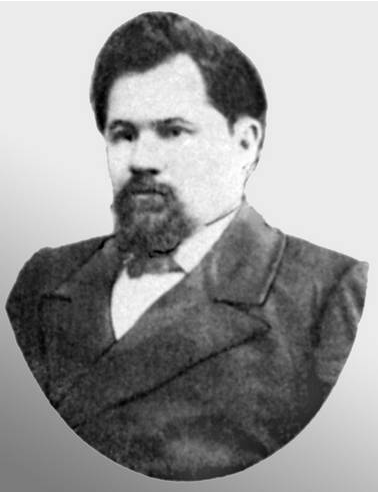
проф. И. Г. Троицкий
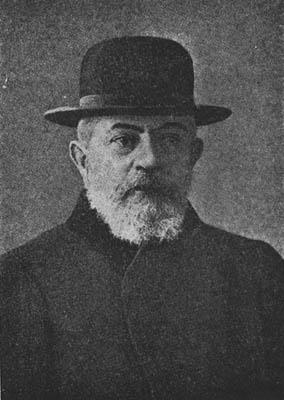
раввин Яков Мазе
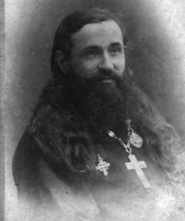
проф. А. А. Глаголев

### Защита
В целом защита поддерживала следующую версию убийства Ющинского. После ареста четырёх воров и обыска у Чеберяк 10 марта члены воровской шайки решили, что их мог кто-то выдать. Утром 12 марта Ющинский, вместо того чтобы отправиться в школу, встретился с Женей Чеберяком, и они гуляли на окраине города. В процессе ссоры Андрюша пригрозил Жене, что расскажет о воровском притоне в квартире его матери, о котором он был осведомлён, поскольку часто проводил время у Чеберяков. Женя тотчас рассказал об этом матери, и об этом слышали находившиеся в это время у Веры Иван Латышев, Борис Рудзинский и Пётр Сингаевский. Заманив с помощью Жени Андрюшу в дом Чеберяков, воры убили его и ночью сбросили труп в пещеру, а наутро уехали в Москву, где и были арестованы 16 марта. При этом защита, как и обвинение, использовала в том числе абсурдные показания и сомнительных свидетелей.
Так, например, мнение Красовского о потенциальных порочных наклонностях Ющинского, которые позволили бы планировать его использование при ограблении собора, не подтвердил ни один свидетель. Выяснилось, что Екатерина Дьякова, утверждавшая, что видела, как из квартиры Чеберяк выносили что-то, завёрнутое в ковёр, видела это во сне. Махалин и Караев оказались бывшими осведомителями охранки, от чьих услуг власти отказались ввиду их полной ненадёжности.
Тем не менее в целом адвокаты в своих выступлениях доказали несостоятельность обвинения против Бейлиса. Маклаков В. А. указывал на следующие факты, свидетельствующие о причастности Веры Чеберяк к убийству Ющинского:
- Андрюша перед смертью пошёл именно к Чеберякам, однако Вера это скрыла.
- Вплоть до ареста Бейлиса и публичных разоблачений Бразуль-Брушковского Вера не сообщала о том, что якобы со слов её детей Андрюшу похитил Бейлис — даже тогда, когда сама была заподозрена и арестована.
- Показания Кириченко, что мать запрещала Жене «болтать» об убийстве.
- Показания фонарщика Шаховского, который последним видел Андрюшу у дома Чеберяков вместе с Женей.
- Обстоятельства смерти Жени Чеберяка (тот факт, что мать забрала умирающего ребёнка из больницы, что можно объяснить только желанием держать его под постоянным контролем; предсмертный бред Жени как свидетельство, что его преследовали сцены убийства; поведение Веры, до последней минуты вымогавшей у сына заявление о её невиновности).

Убедительность улик, собранных защитой против Чеберяк, признавал даже Замысловский.
Также Маклаков указывал на факты откровенной пристрастности следствия: Чеберяк, несмотря на улики, не была арестована, и улики против неё не проверялись; волосы, найденные на трупе Андрюши, сравнивались только с волосами Бейлиса, но не других подозреваемых; глина на трупе и одежде сравнивалась с глиной завода Зайцевых, но не с глиной дома Чеберяк; не был должным образом исследован ковёр из дома Чеберяк, на котором были обнаружены, предположительно, пятна крови, и т. д. Касаясь обвинений против Бейлиса, защита отметала ключевое показание малолетней Люды Чеберяк, указывая на абсурдность самого предположения, что похищение ребёнка, состоявшееся среди белого дня на глазах у многих свидетелей, не стало немедленно известным (фактически эту абсурдность признавало и обвинение, однако отказывалось комментировать). «Ведь это только в курятнике можно гоняться за цыплёнком на глазах у публики!» — иронически заметил Григорович-Барский. На том же настаивал свидетель Михаил Наконечный, утверждая, что если бы дети такое реально видели, то через час вся улица бы знала о похищении Ющинского. Защита также отвергла показания Козаченко как провокаторские и, более того, абсурдные (Наконечный, которого Бейлис якобы хотел отравить, неизменно давал благоприятные Бейлису показания), при этом охарактеризовав письмо Бейлиса следующим образом: «Именно такое письмо и мог написать человек невиновный, который не знает, за что его держат, кто его оговаривает. И он поручает жене: „узнай, кто ложно на меня показал“». Показания Шаховских против Бейлиса, которые и послужили поводом для привлечения Бейлиса, Маклаков не рассматривал, так как он на суде их не подтвердил; вслед за ним Григорович-Барский с иронией говорил о том, что Шаховский «17 раз менял свои показания», не говоря уже о ссылках на «пьяную Волкивну», которая даже и физически не могла видеть событий, происходивших на заводе.
Маклаков также отметил, что повторная экспертиза опровергла данные, на которых основывается обвинение: мальчик не был раздет перед убийством, а убит в одежде; руки в момент убийства у него не были связаны (их связали только после смерти); убивали его в бессознательном состоянии, предварительно нанеся сильные удары в голову; версия, что из мальчика намеревались выпустить кровь, новыми экспертизами не подтверждается, ни одна из важнейших артерий не была задета, раны были колотые, а не резаные; удары наносили, метя в сердце, то есть целью убийц было исключительно само убийство. По версии защиты, убийство произошло спонтанно, и именно этим объясняется его зверский характер: не имея под рукой соответствующего орудия, убийцы долго тыкали оглушённого мальчика каким-то острым предметом — видимо, шилом, — пытаясь попасть в сердце, пока он наконец не умер. После же этого они решили инсценировать «еврейское ритуальное убийство» и с этой целью проделали все последующие манипуляции с трупом, а также, возможно, распространили на похоронах соответствующие листовки.
В речи выступившего вслед за Маклаковым Грузенберга содержалось подробное обоснование вины Чеберяк с рассмотрением всех улик против неё и опровержением выдвигавшихся обвинением возражений. В частности, Грузенберг обратил внимание судей на косвенное признание Сингаевского: на вопрос, действительно ли ему предлагали подкинуть вещи Ющинского «цадику», он ответил: «Это Махалин предлагал». Однако, отмечает Грузенберг, такое предложение имело бы смысл только после того, как Сингаевский признался Махалину, что он причастен к убийству и знает, где эти вещи. Зарудный посвятил свою речь в основном опровержению доводов обвинения в области «кровавого навета». Григорович-Барский продемонстрировал ничтожность улик непосредственно против Бейлиса.

### Присяжные заседатели
Власть целенаправленно манипулировала отбором присяжных заседателей в расчёте на обвинительный приговор. В присяжные специально были назначены малообразованные граждане; власти стремились обеспечить, чтобы среди присяжных были заранее настроенные против евреев люди.
В число присяжных вошли семь крестьян, два мещанина, три мелких чиновника. Как отмечал Василий Шульгин, «по этому поводу в Киеве было много толков и пересудов. Когда по мелкому уголовному делу суд имел в своём распоряжении среди присяжных трёх профессоров, десять людей интеллигентных и только двух крестьян, в деле Бейлиса из двенадцати человек десять учились лишь в сельской школе, а некоторые были вообще малограмотными». По словам полицейского чиновника Дьяченко, «улики против Бейлиса очень слабы, но обвинение поставлено прилично; серый состав присяжных может обвинить ввиду племенной вражды». Впоследствии выяснилось, что пять присяжных, включая старшину, были членами Союза русского народа. За присяжными была установлена непрерывная слежка как до начала процесса, так и во время самого процесса: на процессе присяжные были изолированы от «остального мира» и при этом обслуживались жандармами, переодетыми в судебных приставов, которые регулярно доносили о настроениях жюри и подслушанных репликах.

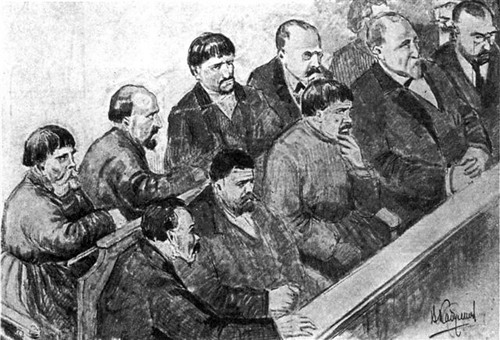
Присяжные

С целью морального давления на присяжных сторона обвинения даже доставила в суд и предъявляла им мощи Гавриила Белостокского, канонизированного православием в 1820 году в связи с «кровавым наветом».
Ещё до вынесения приговора, комментируя состав присяжных по данному делу и возможный результат суда, Короленко написал:

Правда, испытание, которому оно подвергнуто на глазах у всего мира, тяжёлое, и если присяжные выйдут из него с честью, это будет значить, что нет уже на Руси таких условий, при которых можно вырвать у народной совести ритуальное обвинение.

Список присяжных заседателей, оправдавших Бейлиса:
- Митрофан Кондратьевич Кутовой — крестьянин из села Хотов;
- Савва Феодосьевич Мостицкий — киевский извозчик;
- Георгий Алексеевич Оглоблин — коллежский регистратор;
- Константин Степанович Синьковский — служащий почты;
- Порфирий Лаврентьевич Клименко — крестьянин, работник Демиевского винного склада в Киеве;
- Митрофан Иванович Тертычный — житель села Борщаговка;
- Пётр Григорьевич Калитенко — служащий киевского вокзала;
- Фауст Яковлевич Савенко — крестьянин из села Кожуховка;
- Архип Григорьевич Олейник — крестьянин из Гостомеля;
- Иоасаф Антонович Соколовский — крестьянин;
- Иван Григорьевич Перепелица — домовладелец на Вознесенском спуске, контролёр киевского трамвая;
- Макарий Давыдович Мельников — губернский секретарь, помощник ревизора контрольной палаты, старшина присяжных.

### Приговор
По мнению В. Г. Короленко, председательское резюме по делу было необъективным и фактически напоминало новую обвинительную речь, что вызвало протест защиты. Присяжным было задано два вопроса: о факте убийства и о виновности Бейлиса; при этом в первом вопросе были объединены вопрос о самом факте убийства, месте его и способе. Получилось, что, признавая факт убийства, присяжные должны были одновременно признать, что оно было совершено на заводе Зайцева путём многочисленных ударов колющим оружием, вызвавших обильное кровотечение и обескровливание.
Присяжные по первому вопросу вынесли положительный вердикт, по второму (о виновности Бейлиса) — отрицательный, и 28 октября 1913 года в 6 часов вечера Бейлис был оправдан и немедленно освобождён.
В литературе, главным образом антисемитского характера, фигурирует версия, будто голоса присяжных разделились поровну. Утверждение впервые появилось сразу же после процесса в петербургской газете «Новое время» со ссылкой на слова присяжного, якобы по секрету признавшегося матери Ющинского. Существует рассказ, что при первоначальном обсуждении вердикта за обвинительный приговор высказалось семь человек; но когда приступили к окончательной подаче голосов, один из присяжных, крестьянин, встал, перекрестился на икону и сказал: «Нет, не хочу брать греха на душу — невиновен!» Однако, как указывают противники версии разделения голосов, голосование присяжных вообще не могло стать известным, так как составляло тайну совещательной комнаты, которую охранял закон.

## Дальнейшая судьба Бейлиса и других вовлечённых в процесс лиц

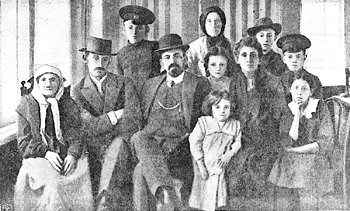
Бейлис с семьёй после освобождения

Вскоре после окончания дела Бейлис вместе с семьёй уехал из России. Он жил некоторое время в Палестине и умер в 1935 году в США, написав книгу «История моих страданий». Книга вышла на идише и впервые была переведена на русский язык лишь в 2005 году.
Замысловский в январе 1917 года издал книгу о деле Бейлиса на полученные из секретного фонда 25 тысяч рублей. Голубев погиб на фронте во время Первой мировой войны, Пранайтис и Шмаков умерли до революции, Сикорский — в 1919-м.
После Февральской революции Временное правительство создало Чрезвычайную следственную комиссию по расследованию незаконной деятельности царских чиновников. Нарушения по делу Бейлиса были выделены в самостоятельное производство. Эта комиссия арестовала Щегловитова, Макарова, Белецкого, Виппера и многих других участников процесса. Она стремилась выяснить, нарушали ли чиновники правительства собственные законы и нормы, чтобы достичь желаемого результата. Кроме допросов подозреваемых и свидетелей самой комиссией, группой следователей под руководством Фёдора Вереницына производились следственные действия, результаты которых также использовались при допросах. Допросы фигурантов и открытие засекреченных документов показали многие ранее неизвестные неприглядные действия властей в этом деле. Однако расследование не было завершено в связи с Октябрьским переворотом и ликвидацией Временного правительства. Материалы комиссии впоследствии использовались Верховным революционным трибуналом Советской России.
Министр юстиции Щегловитов (считается, что именно он дал указание расследовать дело как ритуальное убийство) был расстрелян большевиками. По приказу Киевской ЧК была арестована и в марте — апреле 1919 года расстреляна Вера Чеберяк. В тот же период большевиками был расстрелян и Сингаевский. Прокурор Виппер был обнаружен в Калуге в роли советского чиновника в губернском продовольственном комитете и отправлен московским революционным трибуналом в 1919 году в советский лагерь как «способствовавший царскому правительству в инсценировании „дела Бейлиса“». Он умер в заключении.
Арнольд Марголин стал членом Верховного суда Украинской Народной Республики. Во время Директории с 1918 года Марголин работал заместителем министра иностранных дел, а затем дипломатическим представителем в Великобритании. Умер в 1956 году в США.
Василий Маклаков во время Февральской революции стал комиссаром Временного комитета Государственной думы в Министерстве юстиции. В дальнейшем стал активным деятелем русской эмиграции. Умер в 1957 году в Швейцарии.
Николай Красовский в марте 1917 года был назначен Украинской Центральной радой комиссаром криминально-разыскного отделения милиции Киева, которое возглавлял до июня 1918 года. Участвовал в антинемецкой подпольной деятельности, был задержан в июле 1918 года и осуждён немецким военно-полевым судом на два года ареста. После падения Украинской державы в декабре 1918 года был освобождён. С апреля 1919 года работал в МВД УНР, в дальнейшем был переведён в Генштаб армии УНР, где с мая 1920 года возглавил Информационное бюро (служба разведки и контрразведки). После эвакуации в Польшу некоторое время работал во II Отделе (разведка и контрразведка) Генштаба Польши, в ноябре 1921 года возвращён на предыдущее место службы. Дальнейшая его судьба неизвестна.

## Общественный резонанс

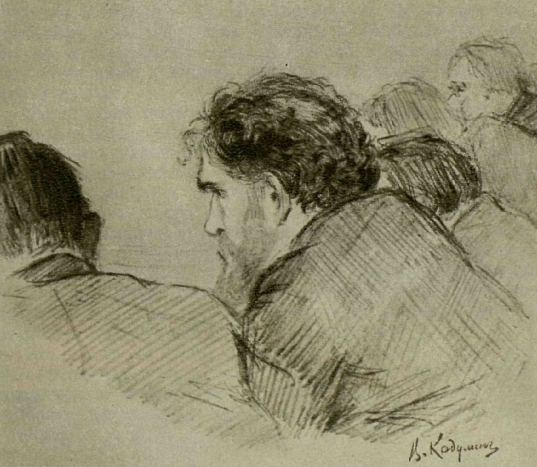
В. Г. Короленко на процессе Бейлиса. Рисунок Владимира Кадулина

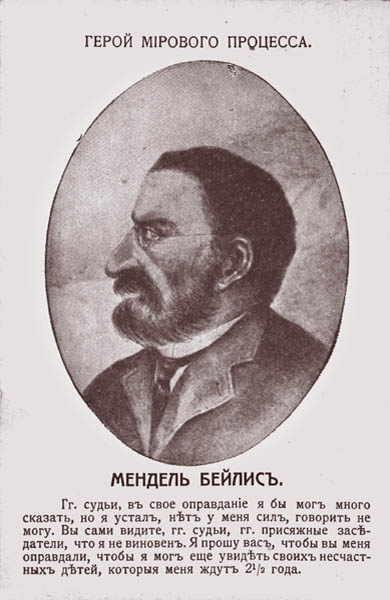
Открытка, посвящённая Бейлису, с текстом его последнего слова на суде

Бейлис царю: «Ваше Величество знает, кто убийца!» Карикатура

Дело Бейлиса стало кульминацией преследования российской еврейской общины конца XIX — начала XX века, когда из евреев пытались сделать козлов отпущения за все трудности и проблемы Российской империи того времени.
Процесс до настоящего времени известен общественным резонансом в печати, как левой, так и правой. Большинство представителей русской и украинской общественности выступили против нового кровавого навета.
Уже 30 ноября 1911 года был опубликован протест, озаглавленный «К русскому обществу (по поводу кровавого навета на евреев)», составленный Владимиром Короленко и подписанный писателями, учёными и общественными деятелями. Среди 82 известных литераторов и общественных деятелей воззвание подписали, помимо самого Короленко, Зинаида Гиппиус, Дмитрий Мережковский, Александр Блок, Максим Горький, Фёдор Сологуб, Леонид Андреев, Вячеслав Иванов. В этом воззвании напоминалось, что изначально «кровавый навет» возводился на первых христиан, и, в частности, упоминалось, что греческий патриарх Григорий назвал легенду об употреблении евреями христианской крови «внушающим отвращение предрассудком нетвёрдых в вере людей».
Кампания протеста против дела Бейлиса носила мощный международный характер. В марте 1912 года в Германии появился протест, подписанный 206 представителями немецкой интеллигенции, включая Томаса Манна, Герхарда Гауптмана и Вернера Зомбарта; вслед за тем появился протест 240 английских общественных деятелей, который подписала вся верхушка церкви во главе с архиепископом Кентерберийским, спикер палаты общин, бывший президент Академии Художеств Эдвард Джон Пойнтер, Герберт Уэллс, Оливер Лодж, Остин Чемберлен, Артур Бальфур, Джеймс Джордж Фрэзер, Томас Харди и др. Во французском протесте, собравшем 150 подписей, приняли участие Анатоль Франс и Октав Мирбо.
Среди защитников Бейлиса были такие видные русские националисты и антисемиты, как редакторы газеты «Киевлянин» Дмитрий Пихно и — после смерти последнего — Василий Шульгин. Пихно 30 мая 1912 года под заголовком «Вы сами приносите человеческие жертвы!» опубликовал в газете разоблачения Красовского, тотчас ставшие предметом обсуждения в Думе. Шульгин с первого же дня суда начал публикацию в «Киевлянине» серии статей с резкой критикой обвинения:

Не надо быть юристом, надо быть просто здравомыслящим человеком, чтобы понять, что обвинение против Бейлиса есть лепет, который любой защитник разобьёт шутя. И невольно становится обидно за киевскую прокуратуру и за всю русскую юстицию, которая решилась выступить на суд всего мира с таким убогим багажом.

Мнение Шульгина имело большое значение. Как пишет Морис Самюэл, «исходя от известного монархиста и антисемита, статья эта разнеслась как громовой удар по всей России, а его эхо — во всем западном мире». Михаил Меньшиков признавал, что Шульгин «несколькими газетными строками стёр, что называется, в порошок двухлетнюю работу прокурора киевской палаты, одобренную высшими чинами юстиции».
Правительство боролось с критиками процесса при помощи репрессивных мер. Всего во время процесса и в связи с ним было зафиксировано по разным данным от 66 до 102 случаев репрессий против печати. Так, по данным Льва Троцкого, было наложено 34 штрафа на сумму 10 400 рублей, конфисковано 30 изданий, в 4 случаях редакторы подверглись аресту, 2 газеты закрыты до суда. Александр Тагер утверждает, что по связанным с делом публикациям было арестовано 6 редакторов, 8 привлечено к суду, 36 газет было конфисковано, 3 закрыты и выписано 43 штрафа на общую сумму 12 850 рублей.
Репрессиям подвергся даже монархический «Киевлянин»: номер газеты от 27 сентября с передовицей Шульгина, в которой Чаплинский обвинялся в том, что, действуя в угоду черносотенцам, он «запугал своих подчинённых и задушил попытку осветить дело со всех сторон», был конфискован. Сам Шульгин в 1914 году был по этому обвинению приговорён к трёхмесячному тюремному заключению за клевету, но не был арестован как депутат Думы, а вскоре император отменил приговор. Но 25 октября 1916 года Уголовный кассационный департамент Сената, в котором к тому времени участвовал Чаплинский «к всеобщему позору и вопреки многолетней сенаторской практике» утвердил обвинительный приговор судебной палаты по делу Шульгина. К трёхмесячному аресту был приговорён также Маклаков, опубликовавший статьи, в которых писал, что приговор присяжных спас доброе имя суда, и издатели его статей, редактора газет «Русские ведомости» и «Русская мысль»; приговор, однако, не был приведён в исполнение, так как судебная палата намеренно тянула с рассмотрением кассационной жалобы вплоть до революции. В 1913—1915 годах судебному преследованию подверглись 25 адвокатов Санкт-Петербургской судебной палаты в связи с их коллективным заявлением, осуждающим процесс.
Процесс активно обыгрывался в сатирической литературе, включая журналы «Сатирикон» и «Новый Сатирикон». Первый опубликовал поэму В. Князева «Бейлисиада» — её название быстро стало нарицательным; второй посвятил процессу специальный номер, конфискованный властями. В нём, в частности, был опубликован «Полный словарь слов» Фомы Опискина (псевдоним Аркадия Аверченко), содержавший такие разъяснения:

А — Абвинительный приговор — слово, которое с особенным смаком писалось не совсем грамотными правыми газетами. Как известно, ажидания их не аправдались

В знак протеста против дела Бейлиса устраивались забастовки, студенческие сходки и другие подобные мероприятия; в случае вынесения обвинительного вердикта в Петербурге готовилась всеобщая забастовка.
В то же время черносотенная пресса продолжала антисемитскую кампанию. Так, орган «Союза русского народа» газета «Земщина» писала:

Милые, болезные вы наши деточки, бойтесь и сторонитесь вашего исконного врага, мучителя и детоубийцу, проклятого от Бога и людей, — жида! Как только где завидите его демонскую рожу или услышите издаваемый им жидовский запах, так и мечитесь сейчас же в сторону от него, как бы от чумной заразы.

Газета «Русское знамя» прямо призывала к геноциду евреев:

Правительство обязано признать евреев народом, столь же опасным для человечества, сколь опасны волки, скорпионы, гадюки, пауки ядовитые и прочая тварь, подлежащая истреблению за своё хищничество по отношению к людям и уничтожение которых поощряется законом… Жидов надо поставить искусственно в такие условия, чтобы они постоянно вымирали: вот в чём состоит ныне обязанность правительства и лучших людей страны.

Публикации черносотенной прессы по нагнетанию антисемитской истерии действовали как вирусная инфекция, провоцируя массовые фобии вплоть до требований физической расправы с евреями.
Напряжение в обществе достигло пика 28 октября 1913 года — в последний день процесса. Члены монархической организации «Двуглавый орёл» отслужили панихиду по Андрею Ющинскому в Софийском соборе, который находился напротив здания суда. Были предположения о готовящемся погроме. Власти предприняли чрезвычайные меры безопасности, полиция расставила посты по всему Киеву. Оправдательный приговор снял все страхи и опасения.

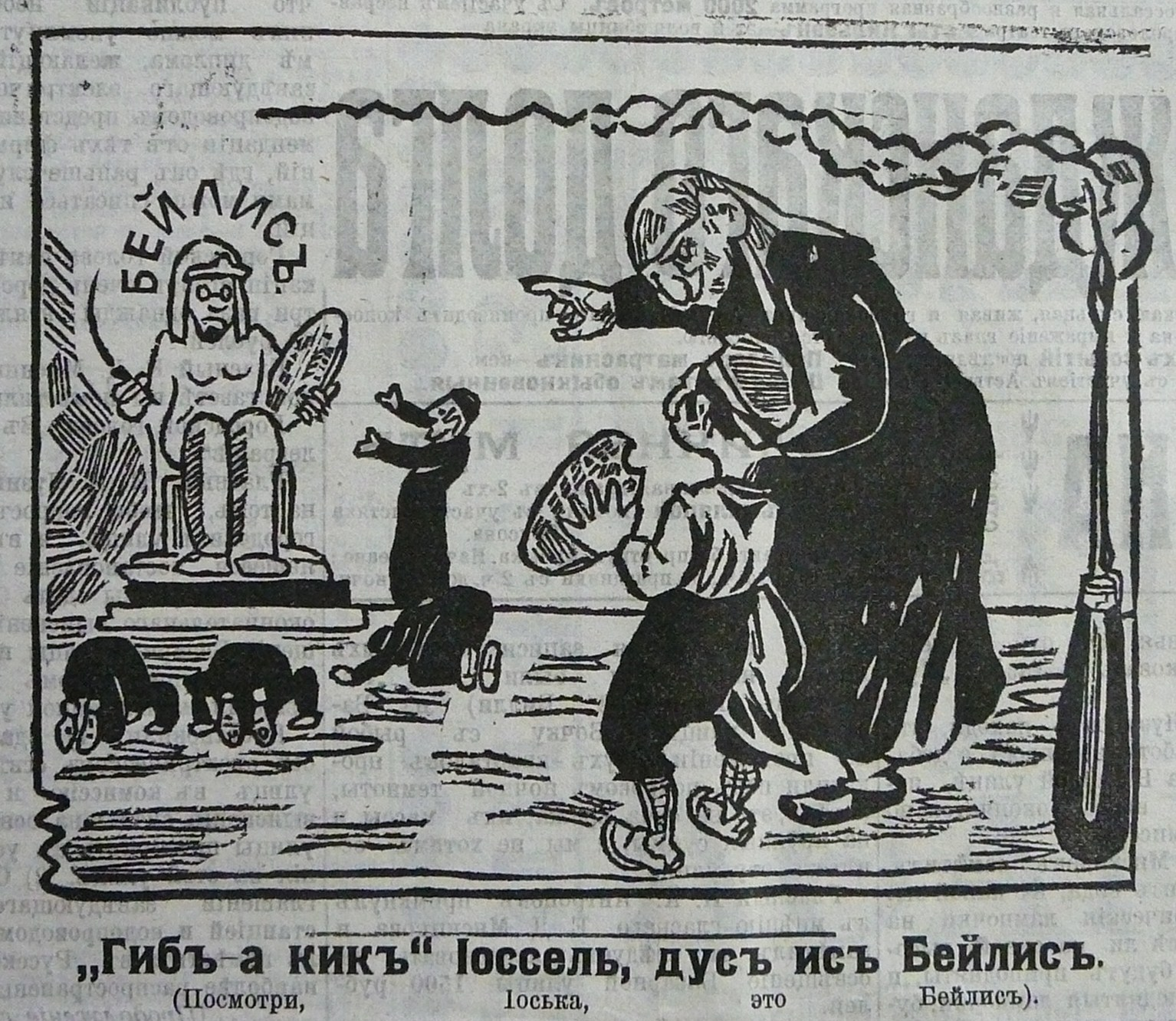
Карикатура на «Дело Бейлиса» из правой газеты «Казанский Телеграф»: «„Гиб-а кик“ Иоссель, дус ис Бейлис» («Посмотри, Иоська, это Бейлис»)

Из известных представителей русской интеллигенции в поддержку «ритуальной» версии выступил Василий Розанов (из политических соображений: он полагал, что на Россию надвигается «еврейское иго», которое нужно остановить), опубликовавший на страницах газеты «Новое время» серию статей «Обонятельное и осязательное отношение евреев к крови» (за что был исключён из «Религиозно-философского общества»), а также, под влиянием идей Розанова, o. Павел Флоренский.
Флоренский, не сомневаясь в существовании практики ритуальных убийств у евреев, направил Розанову для анонимной публикации собственные статьи «Проф. Д. А. Хвольсон о ритуальных убийствах» и «Иудеи и судьба христиан». Розанов включил обе статьи в книгу «Обонятельное и осязательное отношение евреев к крови» в виде приложения.
С резкой критикой подготовленного Короленко протеста выступил в журнале «Церковный Вестник» профессор Санкт-Петербургской духовной академии Александр Бронзов.
До сегодняшнего дня ответ присяжных на первый вопрос суда, в котором факт убийства, место его совершения и характер были объединены вместе, даёт повод сторонникам кровавого навета утверждать, что факт ритуального убийства был доказан в суде.
Александр Тагер писал, что «против процесса была вся страна, кроме крайней правой: не только революционное подполье, но вся умеренная и либеральная оппозиция в той или иной степени противопоставляла себя в связи с процессом правительству». О противопоставлении выступающих против процесса над Бейлисом непосредственно властям говорили деятели самых разных политических взглядов.
Так, русский националист Михаил Меньшиков упрекнул Шульгина за его статьи:

Лучше бы серьёзному органу с традициями «Киевлянина» не ставить бездоказательных обвинений против власти, особенно в момент, когда она находится в осаде со стороны враждебных России сил. Своей травлей против прокуратуры разве не присоединяется г-н Шульгин к еврейскому террору? (…) Г-н Шульгин хорошо знает, что следствие велось под наблюдением не только киевского прокурора палаты, но и самых высших чинов юстиции. (…) Прилично ли в таком случае ещё до суда публично опорочивать столь серьёзно поставленное обвинение?

Ту же мысль, хотя и в других выражениях, высказывал и социал-демократ Лев Троцкий:

Так как банда «ритуалистов», начинающаяся убийцами мальчика, киевскими ворами, и продолжающаяся полицейскими и судебными властями, увенчивается царём всея России, то агитация против кровавого навета, независимо от воли либеральных политиков и редакций, приняла явно революционный антимонархический характер.

## Итог дела
| Дата                  | Событие                                                                                             |
| --------------------- | --------------------------------------------------------------------------------------------------- |
| 12 марта 1911         | Убийство Андрея Ющинского (предположительно воровской шайкой, группировавшейся вокруг Веры Чеберяк) |
| 20 марта              | Обнаружение трупа Ющинского и возбуждение уголовного дела                                           |
| 22 марта              | Первое вскрытие Карпинского и передача дела следователю Фененко                                     |
| 26 марта              | Второе вскрытие Оболенского и Труфанова                                                             |
| 27 марта              | Похороны Андрея Ющинского                                                                           |
| 18 апреля             | Наблюдение за делом возлагается на Чаплинского                                                      |
| 9 июня                | Первый арест Веры Чеберяк                                                                           |
| 13 июля               | Приказ Чаплинского об освобождении Веры Чеберяк                                                     |
| 22 июля               | Арест Бейлиса охранным отделением                                                                   |
| 2 августа             | Предложение Чаплинского привлечь Бейлиса как подозреваемого в убийстве                              |
| 3 августа             | Предъявление обвинения Бейлису                                                                      |
| 7 августа             | Освобождение Веры Чеберяк                                                                           |
| 5 января 1912         | Окончание предварительного следствия                                                                |
| 14 января             | Направление дела в суд                                                                              |
| 18 января             | Первое заявление Бразуль-Брушковского                                                               |
| 20 января             | Утверждение первого обвинительного акта                                                             |
| 5 мая                 | Второе заявление Бразуль-Брушковского                                                               |
| 30—31 мая             | Публикация материалов Бразуль-Брушковского                                                          |
| 19—20 июня            | Направление дела к доследованию                                                                     |
| 22 мая                | Возложение следствия на Николая Машкевича                                                           |
| 24 мая 1913           | Утверждение второго обвинительного акта                                                             |
| 25 сентября           | Предание Бейлиса суду                                                                               |
| 25 сент. — 28 октября | Слушание дела в суде                                                                                |
| 28 октября            | Оправдание Бейлиса присяжными                                                                       |

Само оправдание Бейлиса было очевидным, однако на суде так и не был решён вопрос, кто именно является убийцей Ющинского. Несмотря на массовую убеждённость в виновности Чеберяк и её сообщников-воров, эта версия не была отработана должным образом. Начальник московской сыскной полиции Аркадий Кошко писал в воспоминаниях, что установлению истины помешала шумиха и ряд непрофессиональных действий следствия. Свою лепту в неразбериху внесли действия адвокатов еврейской общины, а также подкуп и угрозы свидетелям. Иные версии, помимо ритуальной и бандитской мести, остались просто не рассмотренными — например, убийство маньяком. Буквально через несколько дней после окончания процесса в Киеве произошла ещё одна попытка инсценировать ритуальное убийство, но она была относительно быстро разоблачена.
Лев Троцкий назвал результат процесса «моральным банкротством» правительства. «Процесс Бейлиса — это полицейская Цусима, которую никогда не простят», — писал полицейский чиновник Любимов, назначенный анализировать ход процесса. «Судебной Цусимой» вслед за Любимовым процесс называли также А. Тагер и А. Солженицын.
Особенно красноречивыми казались откровенные попытки обвинения и вообще властей, на процессе и вне его, выгородить Чеберяк и её сообщников, то есть фактическое сообщничество правительства и верховной власти с уголовниками. «Двухэтажный дом <Чеберяков> на Юрковской взят под защиту, и сомневаться в его благонадёжности стало прямо опасно <…> Над домом <…> как будто реет некое невидимое патриотическое знамя», — писал Короленко. По ироническому выражению Троцкого, полиция «так яростно штрафовала и конфисковала газеты за разоблачения воровской банды Чеберяк, как если бы дело шло о непосредственном оскорблении величества».
Оправдание Бейлиса значительно успокоило общественное мнение, ибо не был осуждён невинный. Короленко писал о своём впечатлении об исходе процесса: «… Радость была огромная …Такая общая радость, такой поток радости, что в нём прямо потонуло впечатление от тысячи черносотенцев, собравшихся тёмным пятном у Софийского собора… Я рад, что видел это собственными глазами».

Процесс Бейлиса слушался в тот год, когда династия Романовых праздновала 300-летие своей власти над Россией. Этим процессом царизм создал себе неплохой исторический памятник, на котором рельефно выступает целая галерея лиц, постепенно поднимающихся от воровского притона к подножию трона — от Чеберячки до царя.
— А. С. Тагер, «Царская Россия и Дело Бейлиса», М., 1934, с. 296
По мнению Виктора Чернова, провал обвинения на процессе Бейлиса «…принадлежит к числу блестящих страниц борьбы русской общественности с язвой антисемитизма». Историк Шмуэль Эттингер пишет, что «широкие передовые круги» в оправдательном приговоре увидели «явное поражение властей и победу либерального и радикального общественного мнения». Аналогичная оценка содержится в Краткой еврейской энциклопедии.

## Историография
Дело Бейлиса породило большое количество литературы по этой теме. Так, только отдельными изданиями с 1911 по 1913 годы (в период следствия и процесса) было выпущено более 80 различных книг и брошюр.
Основным историческим документом по делу Бейлиса является трёхтомный стенографический отчёт судебного заседания. Впервые он был издан в Киеве в 1913 году по инициативе газеты «Киевская мысль», в 2006 году был переиздан в Москве в редакции «Русская идея» в сокращённом виде.
После революции и открытия архивов царской России было обнародовано множество ранее засекреченных документов, проливающих свет на тенденциозные и незаконные действия властей в деле Бейлиса. Часть материалов допросов и показаний Чрезвычайной комиссии Временного правительства вошла в семитомное издание «Падение царского режима», которое оказало существенное влияние на общественное мнение по делу Бейлиса. Версия о том, что настоящими убийцами были Вера Чеберяк и её сообщники-воры, получила дополнительное подкрепление. Оставшиеся сомнения в том, что Бейлис был действительно невиновен, а ритуальное убийство — вымысел, рассеяла наиболее фундаментальная монография советского адвоката Александра Тагера, опубликованная в 1933 году к 20-летию процесса. Книга Тагера была переиздана в 1934 и 1995 годах.
Интерес общественности к теме дела Бейлиса возродился в 1960-х годах после выхода романа-бестселлера американского писателя Бернарда Маламуда «Мастеровой» и исследования Мориса Самюэла «Кровавый навет: странная история дела Бейлиса». Однако в советских публикациях после 1934 года дело Бейлиса практически не упоминалось, за исключением краткой справки в Большой советской энциклопедии.
В 1990-х годах после распада СССР исследования были продолжены. 28—29 октября 1993 года в Киеве прошла Международная научная конференция к 80-летию окончания процесса в деле Бейлиса. В том же году вышла книга «Дело Бейлиса» за авторством врача-психиатра Михаила Буянова, одна из глав которой посвящена подробному разбору психиатрической экспертизы.
В 1999 году были опубликованы все найденные материалы Чрезвычайной следственной комиссии Временного правительства с предисловием Генри Резника. Из трёхтомного следственного дела ЧСК в государственных архивах нашлась только первая часть, однако председатель ЧСК Николай Муравьёв скопировал все материалы дела, и эти документы сохранились.
Дело Бейлиса изучается и в XXI веке. В 2006 году вышла 500-страничная книга Леонида Кациса «Кровавый навет и русская мысль: Историко-теологическое исследование дела Бейлиса», а в 2007 году Андрис Грутупс опубликовал юридический взгляд на проблему: «Бейлисада: Дело об обвинении Менделя Бейлиса в ритуальном убийстве» (пер. с латышского).
Тема частично затрагивается в многочисленных исследованиях, например Семёна Резника «Растление ненавистью» (2001), Сергея Степанова «Чёрная сотня в России» (2005), Льва Лурье «22 смерти, 63 версии» (2011) и др.

## В кино и литературе

Кадр из фильма «Вера Чеберяк». Режиссёр Н.Брешко-Брешковский, 1917

Дело Бейлиса стало мотивом для написания крупнейшим еврейским прозаиком начала XX века Шолом-Алейхемом романа «Кровавая шутка». Произведение было завершено 7 января 1913 года — ещё до начала судебного процесса. В дни процесса Бейлиса Фёдор Сологуб написал «Жуткую колыбельную», в которой он осуждает не только подлинных убийц ребёнка, но и организаторов процесса, подав всё это в таких объективистских тонах, что читатель мог истолковать произведение и как оправдание убийства и гнусную провокацию.
Первый документальный фильм по материалам частного расследования И. Красовского и С. Бразуль-Брушковского снял оператор В. Добржанский для киевского кинотеатра «Экспресс» Ю. Шанцера. Фильм показывался в августе 1912 года на закрытых просмотрах и за границей. Ещё один документальный фильм сняла фирма братьев Пате. Но он вышел в 1913 году и был запрещён в России.
Одновременно с документальными фильмами прямо во время процесса режиссёром Иосифом Сойфером были начаты съёмки художественного фильма «Тайны Киева, или Процесс Бейлиса». Фильм был продан за границу и шёл в разных странах Западной Европы и США.
После революции в 1917 году Николай Брешко-Брешковский снял ещё один художественный фильм «Вера Чеберяк».
В 1968 году на экраны США вышел художественный фильм «Посредник» по роману Бернарда Маламуда «Мастеровой», посвящённый делу Бейлиса.
В 1993 году режиссёр Григорий Илугдин снял документальный фильм «Долгая ночь Менахема Бейлиса». В 2003 году режиссёр Александр Муратов снял документальный фильм «Арнольд Марголин — выдающийся украинец и еврей».
Тема также получила отражение в художественной литературе второй половины XX века. Помимо романа «Мастеровой», существуют и другие художественные книги, посвящённые делу Бейлиса, например, роман Гелия Рябова «Конь бледный еврея Бейлиса».

### Комментарии
1. ↑  При этом Роггер замечает, что с учётом политических условий, не следует говорить о правительстве Столыпина как некоем целом, а лишь как о конгломерате отдельных министров, часто вхожих напрямую к императору и преследующих свои собственные политические цели
2. ↑  Глава прокуратуры всего Юго-Западного края, не путать с прокурором окружного суда
3. ↑  Формально о создании Союза русского народа было объявлено 8 ноября 1905 года, но сам процесс проходил с 12 октября, когда игумен Арсений озвучил эту идею на собрании у себя дома
4. ↑  Это завод также назывался заводом при еврейской хирургической больнице, так как его доходы были завещаны на эти цели умершим в 1907 г. И. М. Зайцевым; роль же его управителя играл сын покойного, М. И. Зайцев.
5. ↑  Управляющий кирпичного завода
6. ↑  Устройство для разминания глины
7. ↑  Арнольд был сыном киевского миллионера Давида Марголина
8. ↑  В моменты, когда слушания проводились при закрытых дверях (такие ситуации возникали дважды), Набоков оставался в зале в числе трёх доверенных лиц подсудимого, которые могли быть им назначены по закону.
9. ↑  Интересно, что по некоторым свидетельствам позднее Блок признавался, что во время процесса «тяготел к юдофобству» Архивная копия от 4 марта 2016 на Wayback Machine

### Сноски
1. 1 2 3 4 5 6  Бейліса справа (укр.). Енциклопедія історії України. Т. 1. Інститут історії України НАН України (2003). Дата обращения: 1 января 2013. Архивировано 24 сентября 2015 года.
2. ↑  Дело Бейлиса: политическая Цусима. Новое время. Дата обращения: 16 апреля 2019. Архивировано 16 апреля 2019 года.
3. ↑  Бейлиса дело. Православная энциклопедия. Дата обращения: 16 апреля 2019. Архивировано 29 апреля 2019 года.
4. ↑   Бейлис Менахем Мендель — статья из Электронной еврейской энциклопедии
5. ↑  Дело Менделя Бейлиса, 1999, с. 10, 13, 49.
6. ↑  Тагер, 1934, с. 96—99, 154, 295.
7. 1 2 3 4 5 6   Бейлис, Менахем Мендель — статья из Электронной еврейской энциклопедии
8. ↑  Brent E. Turvey. «Criminal Profiling, Third Edition» in Criminal Profiling: An Introduction to Behavioral Evidence Analysis, by Brent E. Turvey (San Diego, CA: Academic Press, 2002), p 5.
9. 1 2  Rogger, 1996, p. 615.
10. 1 2  Лурье, 2011, с. 162—163.
11. ↑  Степанов, 2005, с. 393.
12. ↑  Лурье, 2011, с. 151.
13. ↑  Самюэл, 1975, с. 38—39.
14. ↑  Стенографический отчет, т. 1, с. 89. См. также Самюэл, 1975, с. 38—39
15. ↑  Протокол допроса Жени Чеберяк Стенографический отчет, т. 1, с. 301
16. ↑  Стенографический отчет, т. 1, с. 54
17. ↑  Выражение Е. Богданова, учителя Андрея. Стенографический отчет, т. 1, с. 59. См. также Тагер, 1934, с. 19, Самюэл, 1975, с. 38—39
18. ↑  Дело Менделя Бейлиса, 1999, с. 7.
19. 1 2  Лурье, 2011, с. 152.
20. ↑  Самюэл, 1975, с. 14.
21. ↑  Обвинительный акт о мещанине Менахиле-Менделе-Тевьеве-Бейлисе. Дата обращения: 17 декабря 2007. Архивировано 17 декабря 2007 года., см также Самюэл, 1975, с. 150
22. ↑  Виктор Балан. Дело Бейлиса // Заметки по еврейской истории : сетевой журнал. — ноябрь 2009. — № 18 (121). Архивировано 4 декабря 2008 года.
23. ↑  Дело Менделя Бейлиса, 1999, с. 4—5.
24. ↑  Степанов, 2005, с. 360.
25. 1 2 3 4 5 6 7 8 9  Фирсов С. Л. Симптомы болезни «симфонического» государства: «дело» Бейлиса и Православная Российская Церковь // Иудейско-христианские взаимоотношения : сайт. — 2007. Архивировано 7 апреля 2010 года.
26. ↑  Тагер, 1934, с. 61.
27. 1 2  Миф и последствия. NEWSru.com (24 января 2005). Дата обращения: 21 января 2013. Архивировано 25 февраля 2013 года.
28. ↑  Бонч-Бруевич, 1921, с. 34.
29. ↑  Тагер, 1934, с. 62.
30. ↑  Степанов, 2005, с. 361.
31. ↑  Самюэл, 1975, с. 17—18.
32. ↑  Протокол допроса Н.В. Брандорфа 17 мая 1917 г. Дата обращения: 7 мая 2023. Архивировано 7 мая 2023 года.
33. 1 2  Дело Менделя Бейлиса, 1999, с. 8.
34. 1 2  Самюэл, 1975, с. 20.
35. ↑  Лурье, 2011, с. 153—154.
36. ↑  Степанов, 2005, с. 361—363.
37. ↑  Степанов, 2005, с. 365.
38. ↑  Тагер, 1934, с. 88.
39. ↑  Самюэл, 1975, с. 22.
40. ↑  Назаров А. Н. «Дело Бейлиса» в зеркале исторической антропологии Архивная копия от 15 марта 2013 на Wayback Machine/ А. Н. Назаров // История и археология: материалы междунар. заоч. науч. конф. (г. Санкт-Петербург, ноябрь 2012 г.). — СПб.: Реноме, 2012. — С. 85—90.
41. ↑  Самюэл, 1975, с. 7—8.
42. ↑  Дело Менделя Бейлиса, 1999, с. 5—7.
43. ↑  Rogger, 1996, p. 616.
44. ↑  Тагер, 1934, с. 53.
45. ↑  Тагер, 1934, с. 56—59, 149.
46. ↑  Vladimir Danilenko. The Beilis Case Papers (англ.). State Archive of the Kiev Oblast. Дата обращения: 30 декабря 2012. Архивировано из оригинала 23 октября 2017 года.
47. 1 2 3  Самюэл, 1975, с. 25—26.
48. 1 2  Эттингер, 2001, с. 440.
49. ↑  Тагер, 1934, с. 64.
50. ↑  Из письма подполковника Самохвалова начальнику Киевского охранного отделения подполковнику Кулябко: «Глубокоуважаемый Николай Николаевич, докладываю, что у нас всё благополучно, Голубев поутих. Решили они отложить своё выступление до отъезда государя из Киева. (…) Но бить жидов, как уже сказано, отложили до осени». Упоминание об обсуждении идеи погрома между Голубевым и полицмейстером содержится в служебной переписке председателя Киевской окружной судебной палаты Чаплинского; как явствует из показаний следователя по особо важным делам киевского окружного суда Фененко следственной комиссии Временного правительства, в мае лидер организации «Двуглавый орёл» Голубев обсуждал ту же идею с вице-директором 1-го департамента Министерства юстиции Лядовым, который также указал на несвоевременность мероприятия ввиду приезда Государя — см. Тагер, 1934, с. 66
51. ↑  Тагер, 1934, с. 65.
52. ↑  Тагер, 1934, с. 66.
53. ↑  Тагер, 1934, с. 108.
54. ↑  Из показаний Фененко перед ЧСК (Чрезвычайной Следственной Комиссией Временного Правительства): «При мне к Лядову приехал член Государственного совета, ныне покойный Дмитрий Иванович Пихно. Лядов высказал своё полное убеждение в несомненности ритуала. Пихно не возражал, но заметил, что дело это может вызвать еврейский погром, что, конечно, крайне нежелательно. Тогда Чаплинский, обращаясь к Пихно, сказал, что, собственно говоря, он ничего не будет иметь против того, что если „евреев немножко поколотят“» — см. Тагер, 1934, с. 92
55. ↑  Степанов, 2005, с. 364.
56. ↑  Тагер, 1934, с. 84—85.
57. ↑  Шульгин, 2002, с. 205.
58. ↑  Тагер, 1934, с. 92.
59. 1 2  Тагер, 1934, с. 90.
60. ↑  Дело Менделя Бейлиса, 1999, с. 9—10.
61. ↑  Степанов, 2005, с. 366—367.
62. ↑  Heather J. Coleman, «Fontanka 16: The Tsars' Secret Police», Canadian Journal of History 36, no. 2 (2001): p 356
63. ↑  Брандорф на суде утверждал, что «Чаплинский же советовал мне, если я не хочу погубить мою карьеру, не сообщать министру Щегловитову, что я не нахожу признаков ритуального убийства в деле Ющинского» см. Самюэл, 1975, с. 52
64. ↑  Показания Мищука об этой провокации. Стенографический отчет, т. 1, с. 323, чс., см. также Тагер, 1934, с. 195 и Самюэл, 1975, с. 28—29
65. ↑  Показания Красовского на суде. Стенографический отчет, т. 1, с. 536 слл. См. также Тагер, 1934, с. 125—126
66. ↑  Самюэл, 1975, с. 46.
67. ↑  Тагер, 1934, с. 193—194.
68. 1 2  Тагер, 1934, с. 94.
69. ↑  Тагер, 1934, с. 79.
70. ↑  Обвинительный акт: Стенографический отчет, т. 1, с. 18 слл., см. также Дело Менделя Бейлиса, 1999, с. 7—8
71. ↑  Тагер, 1934, с. 69—72.
72. ↑  Тагер, 1934, с. 97—98.
73. 1 2  Тагер, 1934, с. 20.
74. ↑  Протоколы допроса Жени Чеберяк Стенографический отчет, т. 1, с. 300 слл.
75. ↑  Тагер, 1934, с. 116—119.
76. ↑  Чеберяк пыталась бросать тень на заподозренного ранее Фёдора Нежинского, дядю мальчика. На допросе она заявила: "Когда был найден труп Ющинского, Женя в тот день мне сказал: «Вот видишь, мама, я же говорил тебе, что Фёдор говорил о том, что жиды зарезали Андрюшу!» — Стенографический отчет, т. 1, с. 315. Женя — несомненно по её наущению — показал, что вечером 12 марта видел в пивной Добжанского Нежинского, покрытого глиной, и Нежинский ему сказал: «уже Андрюши нет, его порезали» — стр. 302 также см. Тагер, 1934, с. 117
77. 1 2  Тагер, 1934, с. 98.
78. ↑  Тагер, 1934, с. 120.
79. ↑  В донесении чиновника департамента полиции Любимова, назначенного анализировать процесс Бейлиса, содержатся слова: «возможно, что их отравила и сама мать, а это по отзыву компетентного лица более чем возможно». По мнению Тагера, этим лицом был подполковник Павел Иванов. См. Тагер, 1934, с. 126—127
80. 1 2 3 4 5  Самюэл, 1975, с. 30—43
81. ↑  Пересказ протокола: Стенографический отчет, т. 2, с. 145, см. также Тагер, 1934, с. 123
82. ↑  Стенографический отчет, т. 2, с. 21, см также Бонч-Бруевич, 1921, с. 92—93
83. ↑  Стенографический отчет, т. 2, с. 147, см также Бонч-Бруевич, 1921, с. 67—68, 93
84. 1 2 3  Самюэл Морис. Часть 4. Карты раскрыты. Глава 16. Основные моменты процесса // Кровавый навет. Странная история дела Бейлиса / перевод Р. Монас. — Нью-Йорк, 1975. — 294 с. Архивировано 17 февраля 2013 года.
85. ↑  Показания Малицкой в суде Стенографический отчет, т. 2, с. 27. см. также Тагер, 1934, с. 134—135
86. ↑  Тагер, 1934, с. 132.
87. ↑  Латышев вытащил из кошелька сторублёвую купюру, на что обратили внимание присутствовавшие там агенты сыска. Деньги были от ограбления оптического магазина Адамовича на Крещатике, совершённого в ночь на 13 марта. В марте 1912 года, видя, что вокруг них сужается кольцо, Рудзинский и Сингаевский сознались в этом ограблении, надеясь таким образом обеспечить себе алиби относительно убийства Ющинского (они не знали, что экспертиза доказала, что убийство произошло предыдущим утром). Дело против них по этому эпизоду было быстро прекращено. См Самюэл, 1975, с. 49—50
88. ↑  О ходе расследования: Показания Красовского Стенографический отчет, т. 1, с. 536 слл.; показания Кириченко Стенографический отчет, т. 2, с. 141 слл., см также Тагер, 1934, с. 159
89. ↑  К 90-летию оправдания Менделя Бейлиса. Дата обращения: 1 июля 2010. Архивировано 8 января 2018 года.
90. ↑  Самюэл, 1975, с. 55.
91. ↑  Степанов, 2005, с. 367—368.
92. ↑  Самюэл, 1975, с. 58.
93. ↑  Степанов, 2005, с. 367.
94. 1 2  Тагер, 1934, с. 105—106.
95. ↑  Тагер, 1934, с. 91.
96. ↑  Прокурор Виппер в обвинительной речи даже говорил о любовной связи между Бейлисом и Верой Чеберяк см. Дело Менделя Бейлиса, 1999, с. 19
97. ↑  Показания Шаховского на суде: Стенографический отчет, т. 1, с. 172 слл. см. Тагер, 1934, с. 104
98. ↑  Тагер, 1934, с. 107.
99. ↑  Тагер, 1934, с. 109.
100. ↑  Rogger, 1996, p. 619.
101. ↑  Показания Ульяны Шаховской в суде: Стенографический отчет, т. 1, с. 189 слл. Показания «Волкивны» — там же, 222, см Тагер, 1934, с. 104
102. 1 2 3  Обвинительный акт Архивная копия от 12 марта 2012 на Wayback Machine Показания супругов Шаховских, «Волкивны», Козаченко, В. Чеберяк, Люды Чеберяк, Дуни Наконечной
103. ↑  Показания Калюжного и его очная ставка с Шаховской на суде: Стенографический отчет, т. 1, с. 197. См. также Бонч-Бруевич, 1921, с. 61—64
104. ↑  Допрос Шаховского оканчивается следующим образом: Карабч(евский). Вы там, в этой местности, первый сказали, что вот 12 марта вы видели покойного Ющинского с Женей Чеберяком? Затем вы сказали, что вас стали стращать, ударил кто-то вас. Эти люди были евреи или русские? Свид. Русские. Карабчевский. Не из компании ли Чеберяковой? Свид. Может быть, и из Чеберяковой, я не знаю. Карабч. Во всяком случае, не евреи? Свид. Никак нет. (Стенографический отчет, т. 1, с. 175). См. Бонч-Бруевич, 1921, с. 59. Показательно, что инцидент с избиением Шаховского в антисемитской литературе фигурирует Архивная копия от 1 ноября 2013 на Wayback Machine как образец запугивания свидетелей евреями.
105. ↑  Показания Наконечного в суде: Стенографический отчет, т. 1, с. 142 слл., см также Степанов, 2005, с. 369, Бонч-Бруевич, 1921, с. 53
106. ↑  Тагер, 1934, с. 135—136.
107. ↑  Бонч-Бруевич, 1921, с. 82—83.
108. ↑  Обвинительный акт Архивная копия от 12 марта 2012 на Wayback Machine Показания супругов Шаховских, «Волкивны», Козаченко, Люды Чеберяк, Дуни Наконечной
109. ↑  Показания Козаченко, текст письма и вообще всё, относящееся к этому письму, на суде: Стенографический отчет, т. 1, с. 264—272. См. также Тагер, 1934, с. 135—136
110. ↑  Тагер, 1934, с. 142—143.
111. ↑  Стенографический отчет, т. 3, с. 192. См. также Тагер, 1934, с. 165—168
112. ↑  Показания В.Чеберяка в суде -Стенографический отчет, т. 1, с. 318
113. ↑  Показания В. Чеберяка от 20 декабря 1911 г. Стенографический отчет, т. 1, с. 328
114. ↑  Тагер, 1934, с. 165—168.
115. ↑  Степанов, 2005, с. 373.
116. ↑  Показания Бразуля-Брушковского на суде — Стенографический отчет, т. 1, с. 476 слл; показания Марголина — 521 слл. Рассказ Чеберяк о Бразуль-Брушковском и поездке в Харьков — стр. 306, 338, очная ставка с Марголиным — стр. 534. Марголин начисто отрицал, что в разговоре заходила речь о деньгах; Красовский на следствии показывал, что Марголин обещал Чеберяк деньги за раскрытие убийства и возможность выехать, куда она захочет, в случае, если ей будет угрожать опасность от преступников, хотя на суде отказался от этого — стр. 597. см. также Лурье, 2011, с. 159—160 и Степанов, 2005, с. 375—376
117. ↑  Обвинительный акт Архивная копия от 11 марта 2012 на Wayback Machine о поездке в Харьков. Ложь Чеберяк на суде была доказана обнаружением следующего обстоятельства: по её показанию, во время разговора из второй комнаты вышло двое человек, которые и стали предлагать ей деньги; но, как выяснилось, Марголин занимал одноместный номер.
118. 1 2  Лурье, 2011, с. 159—160.
119. ↑  Тагер, 1934, с. 151.
120. ↑  Книжка с записью продуктов и товаров, выдаваемых в кредит в лавке — см. Бонч-Бруевич, 1921, с. 97
121. ↑  Показания Екатерины и Ксении Дьяконовых Стенографический отчет, т. 1, с. 606 слл.
122. ↑  Степанов, 2005, с. 380.
123. ↑  Показания Караева Стенографический отчет, т. 2, с. 7
124. 1 2 3 4  Речь защитника В. А. Маклакова. Дата обращения: 30 марта 2007. Архивировано 11 декабря 2007 года.
125. ↑  Показания Бразуль-Брушковского Стенографический отчет, т. 1, с. 476 слл.; Показания Красовского Стенографический отчет, т. 1, с. 536 слл.; показания Махалина Стенографический отчет, т. 1, с. 680—690; показания Караева Стенографический отчет, т. 2, с. 7 слл. см также Тагер, 1934, с. 183—184 и Лурье, 2011, с. 160—161
126. ↑  Степанов, 2005, с. 382.
127. ↑  Степанов, 2005, с. 374—375.
128. ↑  Шульгин, 2002, с. 213—214.
129. ↑  Тагер, 1934, с. 185—193.
130. 1 2  Rogger, 1996.
131. ↑  Бонч-Бруевич, 1921, с. 21, 24—25.
132. ↑  Лурье, 2011, с. 161.
133. ↑  Стенографический отчет, т. 2, с. 89, см также Тагер, 1934, с. 244
134. ↑  Дело судебного следователя Санкт Петербургского Окружного Суда по особо важным делам Машкевича об убийстве Андрея Ющинского. Том V. — ГАКО Ф.864. Оп.10. Д.52 Цит. по: «Убиение Андрея Киевского», М., 2006. Архивная копия от 13 июня 2012 на Wayback Machine
135. ↑  Показания Люды Чеберяк в суде и её очная ставка с Дуней Наконечной: Стенографический отчет, т. 1, с. 2952 слл.
136. 1 2  Шульгин, 2002, с. 209.
137. ↑  Самюэл, 1975, с. 227.
138. ↑  Показания Дуни Наконечной в суде: Стенографический отчет, т. 1, с. 152 слл.
139. ↑  Степанов, 2005, с. 376—377.
140. ↑  Тагер, 1934, с. 160.
141. 1 2  Степанов, 2005, с. 377.
142. ↑  Тагер, 1934, с. 161.
143. 1 2 3 4 5  Блажко Э. В лето 1913-го // Зеркало недели : Газета. — 19—25 октября 1996. — Вып. № 42 (107).
144. ↑  Тагер, 1934, с. 162.
145. ↑  Тагер, 1934, с. 159—160.
146. ↑  Степанов, 2005, с. 371.
147. ↑  Тагер, 1934, с. 112.
148. ↑  Смирнова Э. С. Киевлянин профессор Андре Грабар (1896—1990) — От киевских храмов к искусству Византии... AEJ. Дата обращения: 27 декабря 2012. Архивировано из оригинала 14 марта 2012 года.
149. ↑  Тагер, 1934, с. 227.
150. ↑  Тагер, 1934, с. 202.
151. ↑  Тагер, 1934, с. 165.
152. ↑  Басин Я. З. Миф о кровавом навете и современное православие // Заметки по еврейской истории. — декабрь 2012. — Вып. № 12(159). Архивировано 31 октября 2013 года.
153. ↑  Резник С. Е. Запятнанный Даль: Кто автор книги «Записка о ритуальных убийствах»? // Новое литературное обозрение. — 2010. — Вып. 104. Архивировано 26 октября 2013 года.
154. ↑  Панченко А. А. К исследованию «еврейской темы» в истории русской словесности: сюжет о ритуальном убийстве // Новое литературное обозрение : журнал. — 2010. — № 104. Архивировано 1 ноября 2013 года.
155. ↑  Ганелин Р. Ш. Царизм и черносотенство Архивная копия от 22 апреля 2021 на Wayback Machine. Проблема ответственности за разжигание межнациональной розни
156. ↑  Письмо Феофилактова: Стенографический отчет, т. 2, с. 18, см также Тагер, 1934, с. 241—242
157. ↑  Согласно показаниям М. И. Зайцева, работы по постройке синагоги начались ещё 20 февраля, то есть за 3 недели до убийства: закладывали в годовщину смерти старого Зайцева, в присутствии полиции Стенографический отчет, т. 1, с. 410 слл.
158. 1 2 3  Двести лет вместе. Архивная копия от 23 января 2010 на Wayback Machine 10 глава А.Солженицын
159. ↑  Дело Менделя Бейлиса, 1999, с. 19.
160. ↑  Бонч-Бруевич, 1921, с. 52—55.
161. ↑  Стенографический отчет, т. 1, с. 298—299. см также Бонч-Бруевич, 1921, с. 94—95
162. ↑  Показания Быковой Стенографический отчет, т. 1, с. 402, объяснения Бейлиса о корове Стенографический отчет, т. 1, с. 360, подтверждалось рядом других свидетелей, например Вышемирского Стенографический отчет, т. 1, с. 403
163. ↑  Стенографический отчет, т. 1, с. 328
164. ↑  Стенографический отчет, т. 1, с. 157, 363. см также Бонч-Бруевич, 1921, с. 55—56
165. ↑  Бонч-Бруевич, 1921, с. 61—64.
166. ↑  Показания Ландау и Этингера. Стенографический отчет, т. 1, с. 421; Стенографический отчет, т. 1, с. 458; Стенографический отчет, т. 2, с. 133. См. также Степанов, 2005, с. 388 и Бонч-Бруевич, 1921, с. 114—116
167. 1 2 3 4 5  Троцкий Л. Д. Под знаком дела Бейлиса Архивная копия от 14 апреля 2009 на Wayback Machine, "Die Neue Zeit",  ноябрь 1913 г.
168. ↑  Показания Шнеерсона на суде: Стенографический отчет, т. 1, с. 251 слл см также Самюэл, 1975, с. 37, 58
169. ↑  Стенографический отчет, т. 1, с. 268, 369.cv см также Бонч-Бруевич, 1921, с. 57—60
170. ↑  Самюэл, 1975, с. 24.
171. ↑  Заявление Черняковой об угрозах Чеберяк Стенографический отчет, т. 1, с. 689
172. ↑  Стенографический отчет, т. 3, с. 96
173. ↑  А. С. Тагер в качестве иллюстрации приводит запись из дневника Шмакова после допроса Чеберяк в суде (где она явно ложно утверждала, будто сразу сообщила Фененко «рассказ» Жени о похищении Андрюши Бейлисом): «22 апреля, 24 июня, 11 июля, 26 июля, 13 сентября 1911 г. допрашивал Фененко Чеберячку, а о Жене она ничего не говорила по поводу посещения Андрюши. Провралась стервоза Чеберячка, что говорила о Жене. В этом заключается всё дело», см. Тагер, 1934, с. 89
174. ↑  Тагер, 1934, с. 250.
175. ↑  Бонч-Бруевич, 1921, с. 151.
176. 1 2  В. Г. Короленко. На Лукьяновке (во время дела Бейлиса). Дата обращения: 18 мая 2014. Архивировано 5 марта 2016 года.
177. ↑  Показания Махалина Стенографический отчет, т. 1, с. 666 слл.; показания Сингаевского Стенографический отчет, т. 2, с. 66 слл.; вопросы Грузенберга, ответы Замысловского, очная ставка с Махалиным Стенографический отчет, т. 2, с. 71-73
178. ↑  Речь защитника Н. П. Карабчевского. Дата обращения: 25 мая 2009. Архивировано 14 апреля 2012 года.
179. ↑  Экспертизы: Стенографический отчет, т. 2, с. 173 слл
180. 1 2  Попов, 1995, с. 33.
181. ↑  Попов, 1995, с. 35.
182. 1 2  (Киевлянин, 17.10.1913 г., с.5. Цит. по: Меш Г. Черносотенцы от церкви и науки протянули друг другу руки. Их благословило правительство Архивная копия от 5 февраля 2013 на Wayback Machine, Вестник 20(201), 29 сентября 1998
183. ↑  Стенографический отчет, т. 2, с. 274
184. ↑  Протокол первого осмотра тела Ющинского. Дата обращения: 28 мая 2009. Архивировано 12 июля 2004 года.
185. ↑  Степанов, 2005, с. 386—387.
186. ↑  Репников, Александр. Сикорский. О жизни и научных трудах известного русского психиатра и националиста. Фонд исторической перспективы (27 июня 2008). Дата обращения: 29 ноября 2009. Архивировано 28 февраля 2012 года.
187. ↑  Тагер, 1934, с. 81—83.
188. 1 2  Резник, 1991, с. 35.
189. ↑  Тагер, 1934, с. 176.
190. ↑  «Русские ведомости» № 226 от 1 октября 1913 г.
191. ↑  Тагер, 1934, с. 173.
192. ↑  Буянов, 1993, с. 56.
193. ↑  100-летие дела Бейлиса и психиатрия. Независимая психиатрическая ассоциация России. Архивировано 25 августа 2013. Дата обращения: 4 ноября 2013.
194. ↑  
  - Смелова Н. С. Сирология в СПбФ ИВ РАН. Институт восточных рукописей РАН (9 марта 2006). Дата обращения: 20 января 2013. Архивировано 27 апреля 2008 года.
  - Пигулевская Н. В. Академик Павел Константинович Коковцов и его школа // Вестник Ленинградского гос. университета, 1947, вып. 5. — С. 106—118.
  - Академик П. К. Коковцов (к столетию со дня рождения и двадцатилетию со дня смерти) // Палестинский сборник, 1964, вып. 11 (74). — С. 170—174.
195. ↑  Тагер, 1934, с. 257.
196. 1 2  Дело Менделя Бейлиса, 1999, с. 18.
197. ↑  Тагер, 1934, с. 254—264.
198. ↑  Экспертиза Пранайтиса Стенографический отчет, т. 2, с. 337 слл.
199. ↑  Стенографический отчет, т. 2, с. 344 слл., 434—435
200. ↑  Тагер, 1934, с. 267.
201. ↑  Стенографический отчет, т. 2, с. 401
202. ↑  Экспертиза проф. Троицкого — Стенографический отчет, т. 2, с. 353; экспертиза Коковцова — стр. 383 слл., экспертиза проф. Тихомирова — стр. 398 слл, Мазе — 434 слл.
203. ↑  Степанов, 2005, с. 389.
204. ↑  Степанов, 2005, с. 379—383, 390.
205. ↑  Степанов, 2005, с. 380—382.
206. ↑  Степанов, 2005, с. 379.
207. ↑  Бонч-Бруевич, 1921, с. 53—54.
208. ↑  Стенографический отчет, т. 3, с. 123
209. ↑  Речь Зарудного Стенографический отчет, т. 3, с. 193
210. ↑  Речь Григоровича-Барского Стенографический отчет, т. 3, с. 249
211. ↑  Самюэл, 1975, с. 168—174.
212. ↑  А. Анзимиров-Бессмертный. «Шульгин и дело Бейлиса Архивная копия от 29 января 2013 на Wayback Machine», Новое русское слово, 11 апреля 1997
213. ↑  Дело Менделя Бейлиса, 1999, с. 15.
214. ↑  Тагер, 1934, с. 229—231.
215. ↑  Резник, 1991, с. 21—22.
216. ↑  Шульгин, 2002, с. 216.
217. ↑  Тагер, 1934, с. 233—235.
218. 1 2  Дорфман, 2007.
219. ↑  Короленко, В. Г.. Господа присяжные заседатели (Статья вторая). Дата обращения: 26 ноября 2009. Архивировано 5 марта 2016 года.
220. ↑  Анатолий Козак. Суд, расколовший российское общество // Независимая газета. — М.: Издательство «Независимая Газета», 1999. — Вып. № 2 (2). Архивировано 28 октября 2022 года.
221. ↑  Тагер, 1934, с. 228—229.
222. ↑  Короленко, В. Г.. Присяжные ответили… Дата обращения: 26 ноября 2009. Архивировано 5 марта 2016 года.
223. ↑  Резник, 1991, с. 40—41.
224. ↑  Доказано ли, что 12 марта 1911 года в Киеве, на Лукьяновке, по Верхне-Юрковской улице в одном из помещений кирпичного завода, принадлежащего еврейской хирургической больнице и находящегося в заведовании купца Марка Ионова Зайцева, тринадцатилетнему мальчику Андрею Ющинскому при зажатом рте были нанесены колющим орудием на теменной, затылочной, височной областях, а также на шее раны, сопровождавшиеся поранением мозговой вены, артерий левого виска, шейных вен, давшие вследствие этого обильное кровотечение, а затем, когда у Ющинского вытекла кровь в количестве до пяти стаканов, ему были вновь причинены таким же орудием раны в туловище, сопровождавшиеся поранениями лёгких, печени, правой почки, сердца, в область которого были направлены последние удары, каковые ранения в своей совокупности числом 47, вызвав мучительные страдания у Ющинского, повлекли за собой почти полное обескровление тела и смерть его? Убийство Ющинского и дело Бейлиса Архивная копия от 16 мая 2008 на Wayback Machine. Описание причин смерти намеренно сформулировано таким образом, что создаётся впечатление смерти от обескровливания, хотя даже в обвинительном заключении непосредственной причиной смерти названо «нанесение сквозной раны в сердце».
225. ↑  Резник, 1991, с. 41.
226. ↑  Мельников, В. Нужна ли евреям христианская кровь, или дело Бейлиса: сегодня и 86 лет назад. Дата обращения: 28 ноября 2009. Архивировано 30 июня 2008 года.
227. 1 2  Марк Дейч. Кровавый навет: версия современная, «поэтическая» // Московский комсомолец : Газета. — М., 2006. Архивировано 1 ноября 2013 года.
228. ↑  Шуб, 1969.
229. ↑  Сиротин А. К 90-летию оправдания Бейлиса // "Чайка" : Журнал. — Нью-Йорк, 7 ноября 2003. — Вып. 8 (8). Архивировано 20 июня 2010 года.
230. ↑  Этельзон М. Дело Бейлиса // Заметки по еврейской истории : интернет-журнал. — Ноябрь  2007. — Вып. 18 (90). Архивировано 11 октября 2011 года.
231. ↑  Мисонжник М. Предисловие к книге Менделя Бейлиса «История моих страданий» // «Слово\Word» : Журнал. — 2008. — Вып. 58. Архивировано 2 ноября 2013 года.
232. ↑  Резник С. Е.. После суда. vestnik.com. Дата обращения: 22 января 2013. Архивировано 16 мая 2008 года.
233. 1 2  Самюэл, 1975, с. 256—257.
234. ↑  Дело Менделя Бейлиса, 1999, с. 30—31.
235. ↑  Дело Менделя Бейлиса, 1999, с. 32.
236. ↑  Тагер, 1934, с. 294.
237. ↑  М. Гольд. Инициатору дела Бейлиса установят памятник в России. Архивировано из оригинала 8 апреля 2022 года.
238. ↑  Розстріл Віри Чеберяк Архивная копия от 12 августа 2022 на Wayback Machine // Червоний Прапор : газета [Орган Тимчасового комітету Робітничої соціал-демократичної партії незалежних України]. — Київ, 1919. — № 47. — 9 квітня. — С. 2. (укр.)
239. 1 2  Чучулашвили Е. Новый фильм Александра Муратова. Еврейский обозреватель 22/89 (ноябрь 2004). Дата обращения: 26 января 2013. Архивировано 1 февраля 2014 года.
240. ↑  «С дореволюционным стажем детектива» Архивная копия от 24 апреля 2018 на Wayback Machine (укр.)
241. ↑  Hershel Edelheit and Abfaham J. Edelheit, History of Zionism: A Handbook and Dictionary (Boulder, CO: Westview Press, 2000), p. 20, ISBN 978-0-8133-2981-9
242. ↑  Тагер, 1934, с. 213—220.
243. ↑  Шульгин, 2002, с. 3.
244. ↑  Тагер, 1934, с. 111.
245. ↑  Самюэл, 1975, с. 163.
246. 1 2  Санькова С. М. Как дело Бейлиса превратилось в дело Шульгина // Проблемы этнофобии в контексте исследования массового сознания : Сборник научных статей  / Отв. ред. В. Э. Багдасарян. — М.: МГОУ, 2004. — С. 95—110. Архивировано 29 ноября 2014 года.
247. ↑  Тагер, 1934, с. 208.
248. ↑  Шульгин, 2002, с. 224.
249. ↑  Маклаков, 2016, с. 203—205.
250. ↑  Керенский, 1993.
251. ↑  Л. Евстигнеева. Журнал «Сатирикон» и поэты-сатириконцы — Глава 3. Дата обращения: 18 мая 2014. Архивировано 8 июля 2014 года.
252. ↑  Тагер, 1934, с. 206, 210—211.
253. ↑  Бейлиса дело / П. Н. Зырянов // Бари — Браслет. — М. : Советская энциклопедия, 1970. — (Большая советская энциклопедия : [в 30 т.] / гл. ред.  А. М. Прохоров ; 1969—1978, т. 3).
254. ↑  «Русское знамя», № 177, 1913 г. — приводится по Шульгин, 2002, с. 215
255. ↑  Щиголев И. И. Ретроспектива психических заболеваний в России. Московский психологический журнал, № 3. Дата обращения: 25 января 2013. Архивировано 31 декабря 2012 года.
256. ↑  Бонч-Бруевич, 1921, с. 187.
257. ↑  Самюэл, 1975, с. 251.
258. ↑  Шульгин, 2002, с. 216—217.
259. ↑  Бонч-Бруевич, 1921, с. 194.
260. ↑  Бонч-Бруевич, 1921, с. 190—191.
261. ↑  Будницкий, 1996.
262. ↑   Розанов Василий — статья из Электронной еврейской энциклопедии
263. ↑  Хагемейстер М. «Новое Средневековье» Павла Флоренского Архивная копия от 15 января 2013 на Wayback Machine.
264. ↑  Назаров М. В. Чему нас учит «дело Бейлиса» Архивная копия от 24 апреля 2013 на Wayback Machine
265. ↑  Тагер, 1934, с. 204.
266. ↑  Меньшиков М. О. Маленький Золя. — 1913. Архивировано 28 августа 2008 года.
267. ↑  Тагер, 1934, с. 21—22.
268. ↑  Тагер, 1934, с. 280.
269. ↑  Тагер, 1934, с. 296.
270. ↑  Бонч-Бруевич, 1921, с. 100.
271. ↑  Тагер, 1934, с. 284.
272. ↑  В. Г. Короленко, Избранные письма, изд. «Мир», 1933 г. т. II стр. 329, 330, 331 — письма к M. Г. Лошкаревой и к И. Г. Короленко
273. ↑  В. М. Чернов. Русский и немецкий антисемитизм // Новый Журнал. № 2. 1942
274. ↑   Либерализм — статья из Электронной еврейской энциклопедии
275. ↑  Дело Менделя Бейлиса, 1999, с. 25.
276. ↑  Дело Менделя Бейлиса, 1999, с. 31.
277. ↑  Резник С. Е. Сквозь чад и фимиам. — М.: Academia, 2010. — ISBN 5-87514-812-8. — С. 178.
278. 1 2  Гарт Д. Дело Бейлиса: неслучившийся позор российского правосудия. booknik.ru (11 июля 2006). Дата обращения: 26 декабря 2012. Архивировано 31 октября 2017 года.
279. ↑  Резник, 1991, с. 12.
280. ↑  Подольский А. Ю. Міжнародна наукова конференція «Справа Бейліса – погляд із сьогодення» (укр.) // Український історичний журнал. — 1994. — Вип. 1. — С. 157—158. — ISSN 0130-5247. Архивировано 1 сентября 2014 года.
281. ↑  Дело Менделя Бейлиса, 1999, с. 40.
282. ↑  Мороз Е. Л. Дело Бейлиса в юридической перспективе. Народ Книги в мире книг. Дата обращения: 5 января 2013. Архивировано 4 марта 2016 года.
283. ↑  Орест Цехновицер. Фёдор Сологуб // Фёдор Сологуб. Стихотворения / Вступительная статья и редакция текста Ореста Цехновицера. — [Ленинград]: Советский писатель, 1939. — С. 17. — 396 с. — (Библиотека поэта. Малая серия, № 53). Архивировано 26 февраля 2023 года.
284. 1 2  Юрий Морозов, Татьяна Деревянко. У истоков еврейского кино. Институт иудаики (2003). Дата обращения: 28 сентября 2009. Архивировано из оригинала 17 июня 2007 года.
285. ↑  «Дело Бейлиса» (англ.) на сайте Internet Movie Database
286. ↑  Домбровская, Инга. "Киноиудаика": уникальные фильмы Госфильмофонда в Париже. Radio France internationale (15 марта 2009). Дата обращения: 29 ноября 2009. Архивировано 10 сентября 2017 года.
287. ↑  Баскакова, Анна. В их крови мы неповинны. Агентство еврейских новостей (15 января 2004). Дата обращения: 29 ноября 2009. Архивировано 28 августа 2017 года.
288. ↑  Батшев В. Ночь впереди? «Долгая ночь Менахема Бейлиса» реж. Г.Илугдин » Журнал Столица. Столица (1992). Дата обращения: 28 июня 2015. Архивировано 30 июня 2015 года.
289. ↑  Рябов Г. Т. Конь бледный еврея Бейлиса. — М.: Детектив-пресс, 2000. — 320 с. — 5000 экз. — ISBN 978-5-89935-012-2.

### Первоисточники
- Стенографический отчёт о Деле Бейлиса. Киев, 1913.
- Дело Менделя Бейлиса: Материалы Чрезвычайной следственной комиссии Временного правительства о судебном процессе 1913 г. по обвинению в ритуальном убийстве
- Материалы обвинения
- Маклаков В.А. Убийство А. Ющинского: Речь в Киевском окружном суде 25 октября 1913 г. (по стеногр. отчету). — СПб.: Тип. И.И. Зубкова, 1914.
- Речь защитника Н. П. Карабчевского
- Статьи В. Г. Короленко к процессу Бейлиса
- Обращение В. Г. Короленко «К русскому обществу». Статья была опубликована 30 ноября 1911 года в газете «Речь» за подписью 82 литераторов. Перепечатана многими другими печатными органами в период следствия и подготовки к процессу Бейлиса. Вышла отдельным изданием в 1912 г.
- Меньшиков М. О. Маленький Золя. Письма к ближним, 1913 г.
- Письмо члена общества «Двуглавый орёл» священника о. Фёдора Синкевича журналисту Г. И. Клепацкому
- Доклад Г. Г. Замысловского
- Сербский В. П. Психиатрическая экспертиза по делу Бейлиса
- Короленко В. Г. Дело Бейлиса : Собр. соч.. — М., 1955. — Т. 9.
- Шульгин В. В. Бейлисиада // Годы. Архивировано 16 февраля 2013 года.
- Замысловский Г. Г. Убийство Андрюши Ющинского: Исследование в 3 ч. — Петроград: тип. товарищества А. С. Суворина «Новое время», 1917. (ритуальная версия)

### Статьи
- Бейлис, Менахем Мендель — статья из Электронной еврейской энциклопедии
- Бейлиса дело // Православная энциклопедия. — М., 2002. — Т. IV : Афанасий — Бессмертие. — С. 454-455. — 39 000 экз. — ISBN 5-89572-009-9.
- Дело Бейлиса
- Жертвоприношение ритуальное // Символы, знаки, эмблемы: Энциклопедия / авт.-сост. В. Э. Багдасарян, И. Б. Орлов, В. Л. Телицын; под общ. ред. В. Л. Телицына. — 2-е изд. — М.: Локид-Пресс, 2005. — С. 164—168. — 495 с.
- Назаров М. В. Кровавый навет с сугубо православной точки зрения (ритуальная версия)
- Резник С. Е.. Убийство Ющинского и дело Бейлиса
- Резник С. Е. Убийство Ющинского и дело Бейлиса, ч. 2
- Резник С. Е. Убийство Ющинского и дело Бейлиса, ч. 3
- Фирсов С. Л. Симптомы  болезни  «симфонического»  государства: «дело»  Бейлиса и Православная Российская Церковь // Иудейско-христианские взаимоотношения : сайт. — 2007.
- Дело чести. Столетие спустя…

### Фотографии и видео
- Фотографии
- Исторические хроники с Николаем Сванидзе на YouTube
- Разумовский Ф. «Дело Бейлиса» (видео). Кто мы? "Еврейский вопрос — русский ответ". Передача 12-я. Телеканал «Культура» (06.09.04). Дата обращения: 29 октября 2022.
- Телеканал «Россия — Культура», «Дело Бейлиса. 1913 год» из серии «Запечатлённое время», 2015 год.